# Johann Gottfried Herder

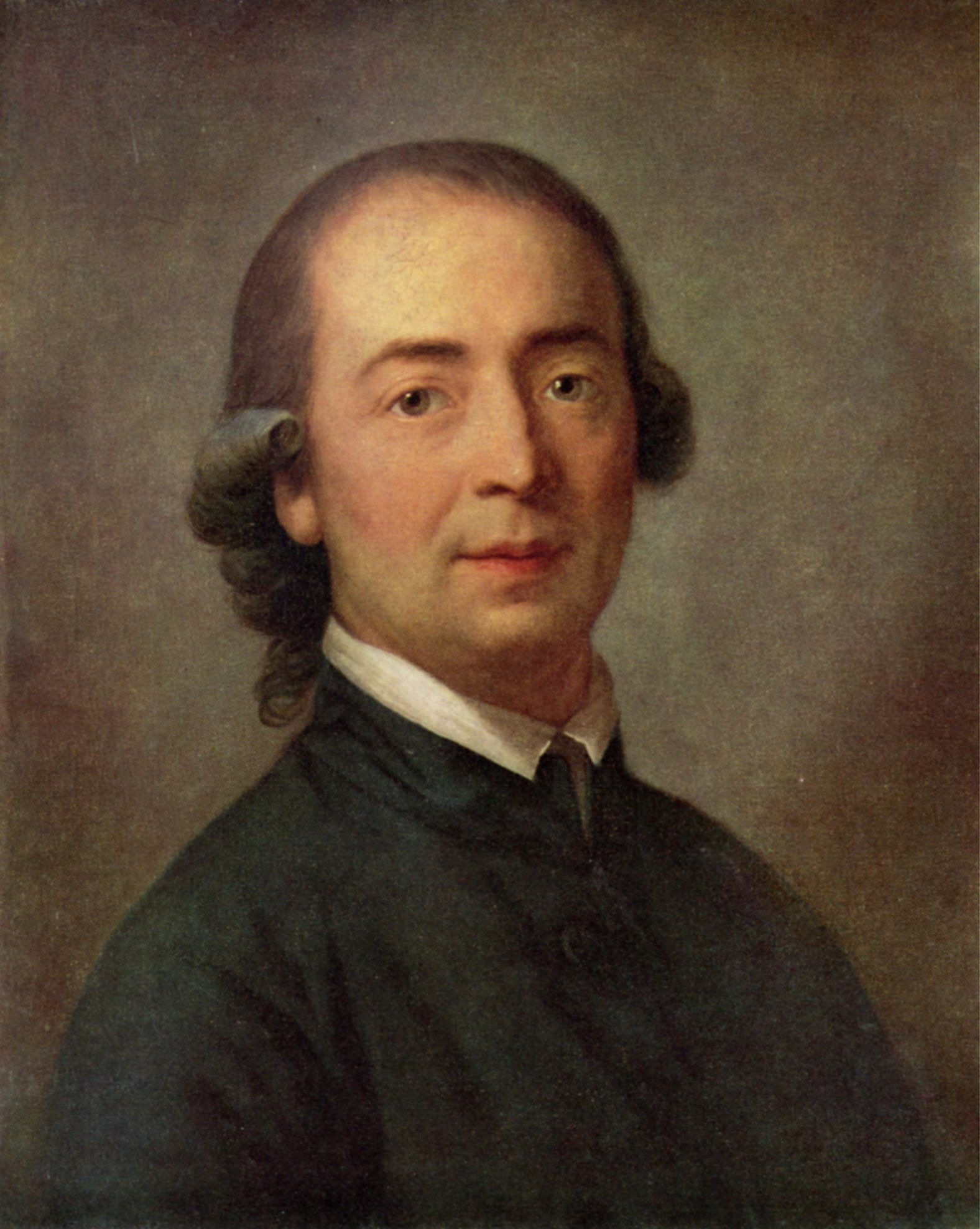
Johann Gottfried Herder, Gemälde von Anton Graff, 1785, Gleimhaus Halberstadt.
Herders Unterschrift:

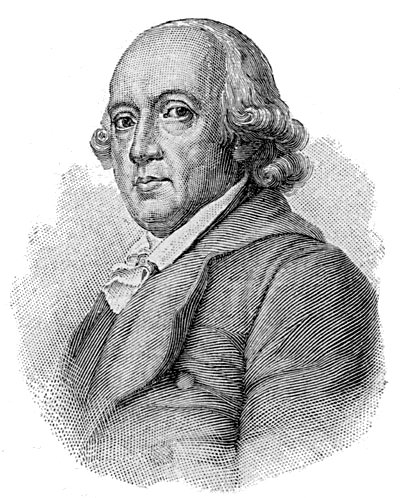
Johann Gottfried Herder

Johann Gottfried Herder, ab 1802 von Herder (Rufname Gottfried, * 25. August 1744 in Mohrungen, Ostpreußen; † 18. Dezember 1803 in Weimar), war ein deutscher Dichter, Übersetzer, Theologe sowie Geschichts- und Kultur-Philosoph der Weimarer Klassik.
Er war einer der einflussreichsten Schriftsteller und Denker deutscher Sprache im Zeitalter der Aufklärung und zählt mit Christoph Martin Wieland, Johann Wolfgang Goethe und Friedrich Schiller zum klassischen Viergestirn von Weimar.

## Leben

### Kindheit und erste Jugendjahre
Johann Gottfried Herder wurde als Sohn des Kantors und Schullehrers Gottfried Herder (* 9. Mai 1706; † 26. September 1763) und dessen zweiter Ehefrau Anna Elisabeth, geb. Peltz (* 1717; † 3. Oktober 1772) in Mohrungen geboren, einer Stadt mit etwa 2000 Einwohnern in der preußischen Provinz Ostpreußen. Durch seine pietistischen Eltern religiös geprägt, sollte er Theologie studieren. Als der jüngere Bruder Carl Friedrich starb, entstand sein erstes Gedicht Auf meinen ersten Todten! das Liebste, was ich auf dieser Welt verloren.
Die Verhältnisse seiner Eltern waren bescheiden, aber nicht so dürftig, dass auf eine gute Erziehung der Kinder hätte verzichtet werden müssen. Herder besuchte in seiner Heimatstadt die Stadtschule. Besonders beeinflusste ihn der Diakon Sebastian Friedrich Trescho, gleichfalls Pietist, dessen Faktotum er wurde. Als Gegenleistung durfte er dessen umfangreiche Bibliothek frei nutzen. Auf Initiative des russischen Regimentschirurgen J. C. Schwarz-Erla verließ Herder im Sommer 1762 Mohrungen und ging nach Königsberg, um Chirurg zu werden. Weder seine Geburtsstadt noch Eltern und Freunde sah er jemals wieder.

### Studium in Königsberg
In Königsberg erkannte Herder bald, dass er für den Beruf des Chirurgen ungeeignet war, und schrieb sich als Student der Theologie an der Universität Königsberg ein. Er gewann in dem Buchhändler Johann Jakob Kanter (1738–1786) einen Gönner, der von seinem anonymen Werk Gesang an Cyrus, das Herder ihm unaufgefordert zugesandt hatte, beeindruckt war. Kanter schickte es dem mit der Aufklärung sympathisierenden Zaren Peter III. und besorgte Herder eine Stellung als Hilfslehrer an der Elementarschule des Collegium Fridericianum. So konnte sich Herder auf einigermaßen gesicherter Basis vor allem seiner Bildung widmen.
Einflussreich war von den Universitätslehrern nur Immanuel Kant, außerhalb der Universitätskreise besonders Johann Georg Hamann. Auch die Schriften Jean-Jacques Rousseaus beeindruckten Herder sehr. Er schloss sich einem gelehrten Kreis an, zu dem Theodor Gottlieb Hippel, Hamann, Johann George Scheffner und Kant zählten. Herder, der 1762–1764 bei Kant Vorlesungen über Astronomie, Logik, Metaphysik, Moralphilosophie, Mathematik und Physische Geographie gehört hatte, schrieb später darüber:

„Mit dankbarer Freude erinnere ich mich aus meinen Jugendjahren der Bekanntschaft und des Unterrichts eines Philosophen, der mir ein wahrer Lehrer der Humanität war (…) Seine Philosophie weckte das eigne Denken auf, und ich kann mir beinahe nichts Erleseneres und Wirksameres hierzu vorstellen, als sein Vortrag war.“

Bedeutung erlangte die Kritik Hamanns und Herders an Kant, die rügten, dieser habe die Sprache als originäre Erkenntnisquelle vernachlässigt. Herder wies zudem darauf hin, dass der Mensch bereits während der Wahrnehmung „metaschematisiert“, womit er bereits Einsichten der Gestaltpsychologie vorwegnahm.

### Erste literarische Werke

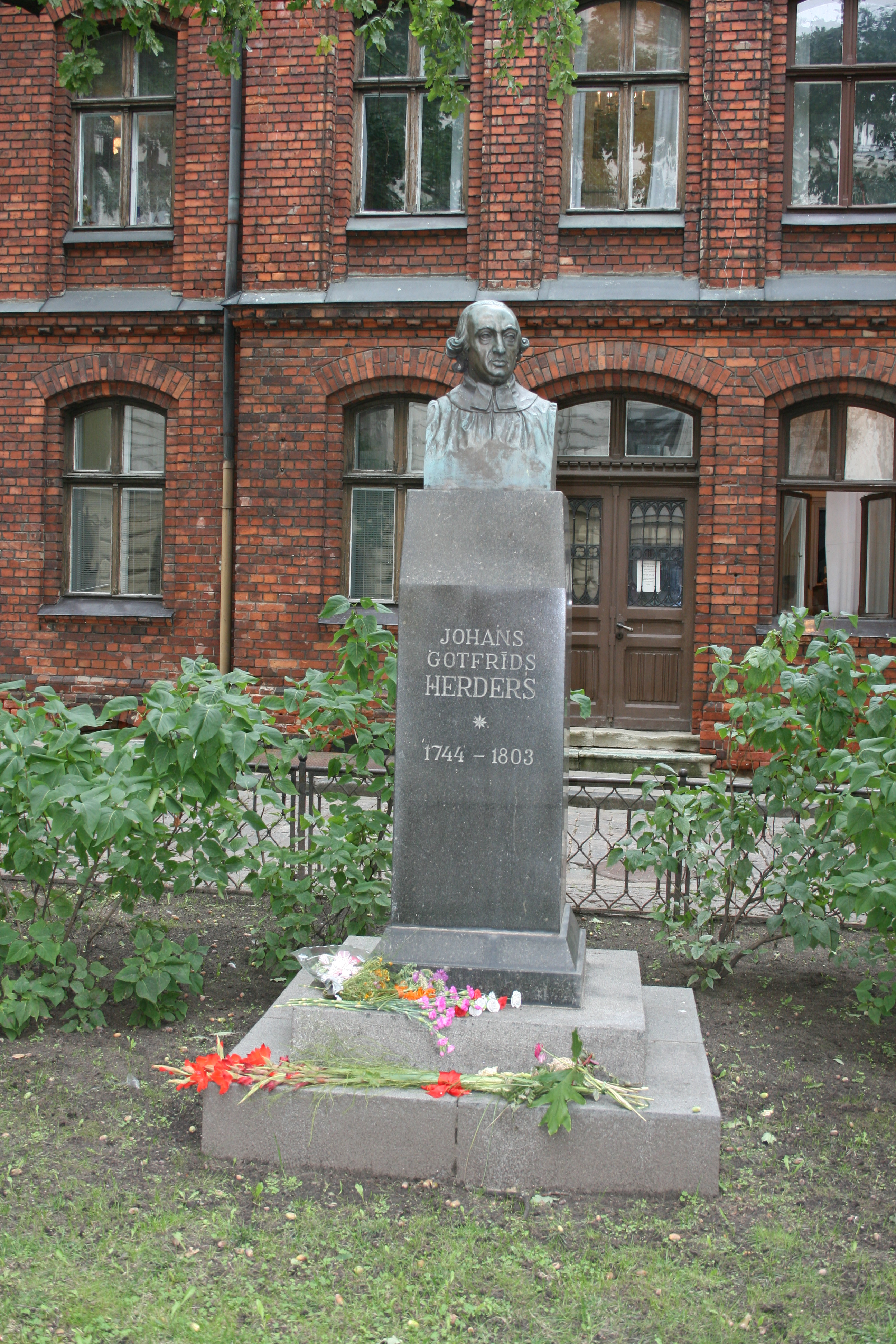
Ein Denkmal Herders in Riga

Zunächst schrieb Herder Gedichte und Rezensionen für Kanters Königsbergische Zeitung. 1763 erhielt er auf sein Gesuch das Hochgräflich-Dohnasche Stipendium und beteiligte sich an der Preisaufgabe der Schweizerischen Patriotischen Gesellschaft „Wie können die Wahrheiten der Philosophie zum Besten des Volkes allgemeiner und nützlicher werden?“. In seiner Philosophie wird die Arbeit – wie auch bei Immanuel Kant, später ebenfalls bei Georg Wilhelm Friedrich Hegel und Johann Gottlieb Fichte – zur Existenzbedingung und sittlichen Pflicht erklärt.
Dass Herder im Herbst 1764 an die Domschule nach Riga berufen wurde, kam ihm wegen des drohenden Militärdienstes gelegen. Ein verheerender Brand inspirierte ihn kurz vor seiner Abreise zu dem Gedicht Ueber die Asche Königsberg’s. Ein Trauergesang. Bis 1769 war er in Riga als Collaborator tätig; später wurde er auch als Pfarradjunkt an zwei vorstädtischen Kirchen (Jesus- und Gertrudenkirche) angestellt, so dass er in der alten Hauptstadt Livlands, die sich damals noch republikanischer Selbständigkeit erfreute, einen wichtigen Wirkungskreis fand und bei der Verwaltung und der „Ritterschaft“ angesehen war. Die Kreise des städtischen Patriziats erschlossen sich ihm, und vor allem durch das Haus des Ratsherrn Johann Christoph Berens und dessen Brüder Gustav, Karl und Georg, an das er durch Hamann empfohlen war, hatte er gute Freunde in den bürgerlichen Kaufmannskreisen gefunden.
„In Riga verursachte die Begegnung mit dem lettischen Volkslied, das Erlebnis des Hörens und Sehens bäuerlicher Gesänge und Tänze bei ländlichen Hochzeiten, Kindtaufen und Volksfesten wie der Sonnenwendfeier einen tiefgreifenden Wandel in Herders Anschauungen über Poesie.“ Die lettische Sprache hingegen blieb ihm fremd. Im Rigaer Blatt erschien 1764 seine erste umfangreichere Studie Ueber den Fleiß in mehreren gelehrten Sprachen, die bereits die für ihn typischen Vokabeln „Nationalcharakter“ und „Genie“ enthielt.
Im Juni 1766 wurde er in Riga in der Loge „Zum Schwert“ in den Freimaurerbund aufgenommen. Nicht nur Herders Älteste Urkunde des Menschengeschlechts zeigt Nachwirkungen hierauf. In seinem Logenbruder, dem Schriftsteller Rektor Johann Gotthelf Lindner, fand er für seinen zukünftigen Lebensweg eine Schlüsselfigur.
Nun entstanden erste größere Werke, die sein Freund Johann Friedrich Hartknoch verlegte: Fragmente über die neuere deutsche Literatur (1766–1767), Über Thomas Abbts Schriften (1768) und 1769 anonym die wichtigste dieser Studien: Kritische Wälder, oder Betrachtungen die Wissenschaft und Kunst des Schönen betreffend. Dabei handelte es sich um eine Vertiefung und Erweiterung seiner Sprachphilosophie, die er auf den Satz Hamanns gründete, wonach „die Poesie die Muttersprache des menschlichen Geschlechts“ ist. Die literarischen Erzeugnisse aller Nationen sind, so Herder, durch den besonderen Genius der Volksart und Sprache bedingt. Hier prägte er auch den Begriff Zeitgeist.
Zu dieser Zeit stand er im Briefkontakt mit Johann Wilhelm Ludwig Gleim und Friedrich Nicolai. Auf Nicolais Aufforderung hin wurde er Mitarbeiter der Allgemeinen Deutschen Bibliothek (ADB), für die er bis 1773 etwa 40 Rezensionen schrieb. Literarisch zog er bald die Kritik Nicolais auf sich, der sich später gegen die gesamte Literatur des Sturm und Drang, der Klassik und der aufkommenden Romantik wandte.
Herder kritisierte leidenschaftlich einerseits die orthodoxe Einstellung der damaligen Theologie und andererseits die abwehrende Haltung gegen seine reformerischen Schulpläne. Er polemisierte unter anderem gegen das andauernde Übergewicht der Lateiner im deutschsprachigen Raum.
Von Christian Adolph Klotz, einem Professor in Halle, und dessen Anhängern wurde er angefeindet, was ihm die Zeit in Riga verleidete. Einem Ruf an eine Petersburger Schule im Jahre 1767 folgte er nicht. Die folgenden Proteste veranlassten ihn dazu, im Frühling 1769 seine Entlassung aus den Ämtern in Riga zu erbitten, um in Mitteleuropa zu wirken. Auch seine Tätigkeit als Hilfspfarrer bei der Jesusgemeinde in Riga wurde so beendet.

### Reisender Fürstenerzieher

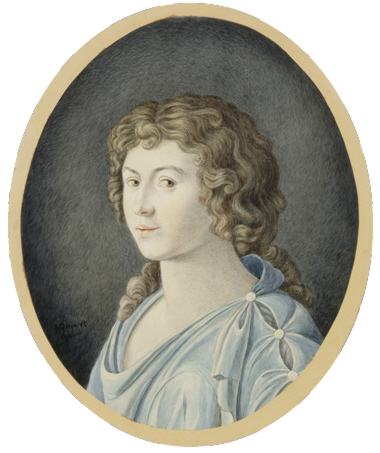
Karoline Herder, geb. Flachsland, Kopie von Anna Gerhardt (1941) nach einem Aquarell aus dem Jahr 1770, Gleimhaus Halberstadt

Mit Hilfe einiger Freunde, namentlich seines Rigaer Verlegers Johann Friedrich Hartknoch, der ein Freimaurer und Vertrauter Hamanns, Kants und Kanters war, trat er 1769 eine Reise an, die ihn zunächst mit seinem Freund Gustav Berens (ca. 1725–ca. 1780) nach Nantes führte. Unterwegs entstand das Journal meiner Reise im Jahr 1769 (erst 1846 veröffentlicht). Von Nantes brach er nach Paris auf. Hier pflegte er mit den Enzyklopädisten einen regen Gedankenaustausch und wurde mit Denis Diderot und d’Alembert bekannt.
Da er keine mehrjährigen Reisen auf Kosten der Freunde machen wollte, kam ihm der Antrag des fürstbischöflich lübischen Hofs zu Eutin, den Erbprinzen von Holstein-Gottorp Peter Friedrich Wilhelm (1754–1823) als Reiseprediger zu begleiten, sehr gelegen. Im Dezember 1769 reiste er über Brüssel, Antwerpen, Amsterdam und Hamburg nach Eutin, wo er Anfang 1770 eintraf. In Hamburg hatte er Gotthold Ephraim Lessing, Johann Joachim Christoph Bode, Johann Bernhard Basedow, Hauptpastor Johann Melchior Goeze und Matthias Claudius kennengelernt. Im Juli verließ er Eutin im Gefolge des Prinzen. Erste Stationen der Reise waren Hannover und Kassel; in Göttingen schloss er Bekanntschaft mit Heinrich Christian Boie.
Noch vor der Abreise hatte ihn ein Ruf von Wilhelm Graf zu Schaumburg-Lippe aus Bückeburg erreicht. Bei einem kurzen Aufenthalt in Darmstadt lernte er den Kriegsrat Johann Heinrich Merck kennen und über ihn Maria Karoline Flachsland, in die er sich verliebte. Sie heirateten schließlich im Jahr 1773. Diese gegenseitige Zuneigung weckte in Herder den Wunsch nach festen Lebensverhältnissen. Er folgte dem Prinzen über Mannheim bis Straßburg, wo es zum ersten Treffen mit dem jungen Johann Wolfgang Goethe kam. Herder erbat vom Eutinischen Hof seine (im Oktober gewährte) Entlassung, nahm die vom Grafen zu Schaumburg-Lippe angebotene Stellung als Hauptprediger der kleinen Residenz Bückeburg und als Konsistorialrat an, blieb aber zunächst wegen seines Augenleidens in Straßburg, wo er sich – erfolglos – von Johann Friedrich Lobstein operieren ließ.
Hier machte er den fünf Jahre jüngeren Goethe auf Homer, Pindar, Ossian, Shakespeare, Hamann, die Volksdichtung und auf das hochgotische Münster aufmerksam. Gemeinsam beschäftigten sie sich mit Laurence Sterne, Oliver Goldsmith, Johann Joachim Winckelmann, Friedrich Gottlieb Klopstock, Anthony Ashley Cooper, Earl of Shaftesbury, Rousseau, Voltaire und Paul Henri Thiry d’Holbach. Im Darmstädter Kreis bemängelte Herder an der Urfassung von Goethes Götz von Berlichingen mit dem Titel Gottfried von Berlichingen mit der Eisernen Hand, sie beruhe auf einem Missverstehen Shakespeares.

### Hofprediger in Bückeburg

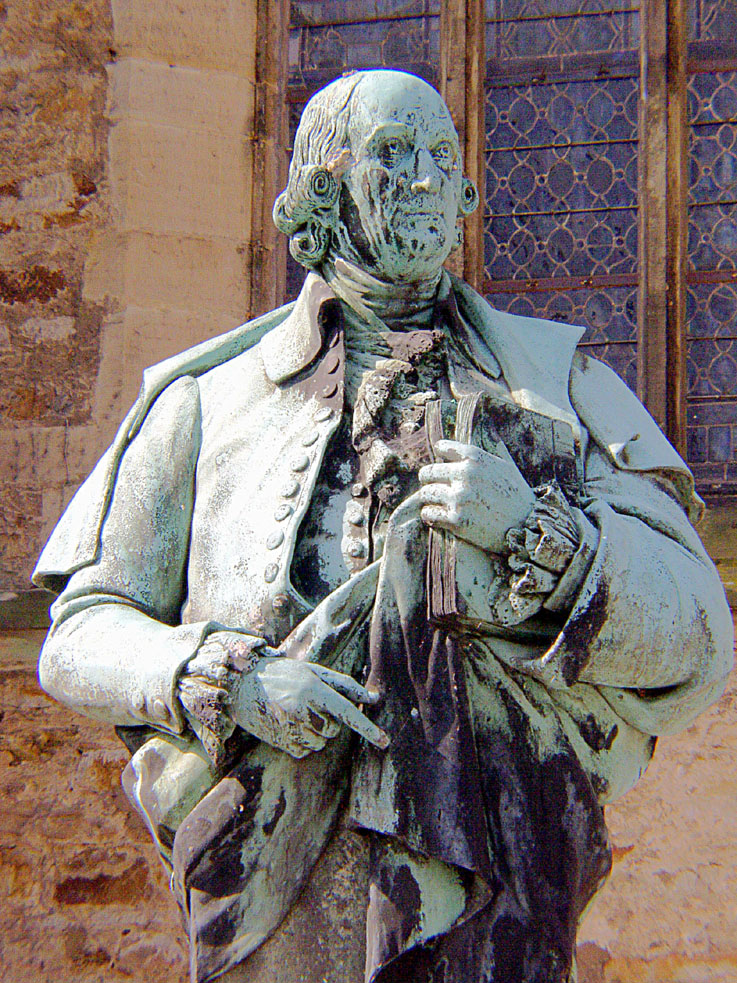
An den Aufenthalt Herders in Bückeburg erinnert seit 1908 ein Denkmal an der Stadtkirche

Ende April 1771 trat Herder auf Vermittlung des Kammerrats Westfeld seine neue Stellung als Oberprediger und Konsistorialrat in der Residenzstadt der Grafschaft Schaumburg-Lippe, in Bückeburg an. Das Verhältnis zu dem durch und durch soldatischen und keinen Widerspruch duldenden Landesherrn und Militärtheoretiker Graf Wilhelm gestaltete sich schwierig, auch weil dessen Ehefrau Maria sich mit Herder anfreundete.
Die Zeit des Bückeburger Aufenthalts war Herders eigentliche Sturm-und-Drang-Periode. Seine 1772 von der Berliner Akademie preisgekrönte Abhandlung über den Ursprung der Sprache, die er noch in Straßburg begonnen hatte, eröffnete eine Reihe von Schriften, mit denen er bahnbrechend für die junge deutsche Literatur- und Sprachwissenschaft werden sollte. Gemeinsam mit Goethe schrieb er 1772 für die von Merck redigierten Frankfurter Gelehrten Anzeigen, ein kritisches und programmatisches Organ deutscher bürgerlich-oppositioneller Intelligenz, zu dem er viele Rezensionen zu Geschichtsschreibung, Philosophie und Religion beisteuerte. 1773 zerbrach die Freundschaft zu Merck.
Die Aufsätze Ossian und die Lieder alter Völker, Shakespeare in den fliegenden Blättern Von deutscher Art und Kunst (Hamburg 1772) und seine Schrift Ursache des gesunkenen Geschmacks bei den verschiedenen Völkern, da er geblüht (1775 von der Berliner Akademie preisgekrönt) stellten Herder in den Mittelpunkt der Sturm-und-Drang-Bewegung, die eine aus dem Leben stammende und auf das Leben wirkende Dichtung wiedergewinnen wollte. Die Poesie bewertete er umso höher, je näher sie der Natur stand. Die herrlichsten Poesien seien von den ältesten Völkern geschaffen worden, von „wilden Natursöhnen“. Die Kultur ist für die natürliche Poesie im Herderschen Sinne schädlich. Ausgehend von Homers und Shakespeares Dichtungen stellte er heraus, dass Poesie auch bei „unzivilisierten“ Völkern den Kristallisationspunkt für humane Gesellschaftsformen bildet. Diese Eigenschaft sah er nicht nur bei Homer, sondern auch im Alten Testament bei Moses, der die 10 Gebote überlieferte und in der Edda. Daraus folgten seine bahnbrechenden Anstrengungen, nicht nur deutsches Liedgut zu sammeln, sondern auch altnordische Mythen und die Dichtungen der Minnesänger. Matthias Claudius gab den Wandsbecker Boten bis 1775 heraus, bei dem Goethe, Herder und Gottfried August Bürger mitwirkten.
Mit der Schrift Auch eine Philosophie der Geschichte zur Bildung der Menschheit stritt er 1774 gegen die seiner Meinung nach öde und lebensferne zeitgenössische Bildung. Gleichzeitig eröffnete er einer neuen Geschichtsauffassung den Weg, die weder auf Geschichtspessimismus beruhte noch einem uneingeschränkten Fortschrittsglauben anhing. Geschichte gliedert sich demnach in organisch aufeinander aufbauende Epochen und eine Vielfalt gleichzeitig bestehender Kulturen, die ihr jeweiliges Eigenrecht sowie ihren Eigenwert besitzen und nicht mit ihnen äußerlichen Maßstäben beurteilt werden dürfen. Dem Staat als angeblich höchster Organisationsform und Endziel menschlichen Lebens steht Herder als bloßem Abstraktum skeptisch gegenüber, wohingegen unmittelbar erfahrbaren lebendigen menschlichen Beziehungen im Rahmen von Familie, Verwandtschaft, Freundschaft und Gastfreundschaft höchster Wert als Quelle menschlichen Glückes zukomme.
Er entwarf Brutus. Ein Drama zur Musik, das von Johann Christoph Friedrich Bach, mit dem ihn eine enge Freundschaft verband, vertont wurde. Aus ihrem gemeinsamen Schaffen stammen die Oratorien Die Kindheit Jesu und Die Auferweckung des Lazarus (1773) sowie einige Kantaten und zwei dramatische Werke (der schon genannte Brutus und Philoktetes, beide 1774), wobei der kritische Herder offenbar in der engen Zusammenarbeit mit Bach seine musikästhetischen Ansichten in die Praxis umgesetzt sah. Diese Phase endete vorläufig 1776.
Hatte schon die Schrift Auch eine Philosophie entschiedenen Widerspruch hervorgerufen, so war dies noch mehr der Fall bei seinen (halb-)theologischen Schriften, der Ältesten Urkunde des Menschengeschlechts (1774–1776), den Briefen zweener Brüder Jesu in unserm Kanon (1775), den Erläuterungen zum Neuen Testament, aus einer neueröffneten morgenländischen Quelle (1775) und den 15 Provinzialblättern An Prediger (1774). Die Angriffe veranlassten ihn, seine schon zum Druck vorbereitete Sammlung der „Volkslieder“ zurückzuhalten. Sie steigerten seine Reizbarkeit und ein Misstrauen, welches schon früh in ihm erwacht war.
Johann Kaspar Lavaters Physiognomische Fragmente zur Beförderung der Menschenkenntnis und Menschenliebe mit kleineren Beiträgen Herders erschienen 1775–1778. Ab 1780 jedoch distanzierte er sich von Lavaters religiösem Mystizismus, aus ähnlichen Gründen lehnte er auch die Studien Emanuel Swedenborgs ab.
In Vorbereitung seines Umzugs nach Weimar verzeichnete Herder 1776 seine Bibliothek. Die 33-seitige Liste umfasste 1.060 Nummern. Sie befindet sich in seinem Nachlass in der Staatsbibliothek zu Berlin. Neben Theologie besaß Herder historische und Reiseschriften sowie naturwissenschaftliche Literatur.

### Generalsuperintendent in Weimar

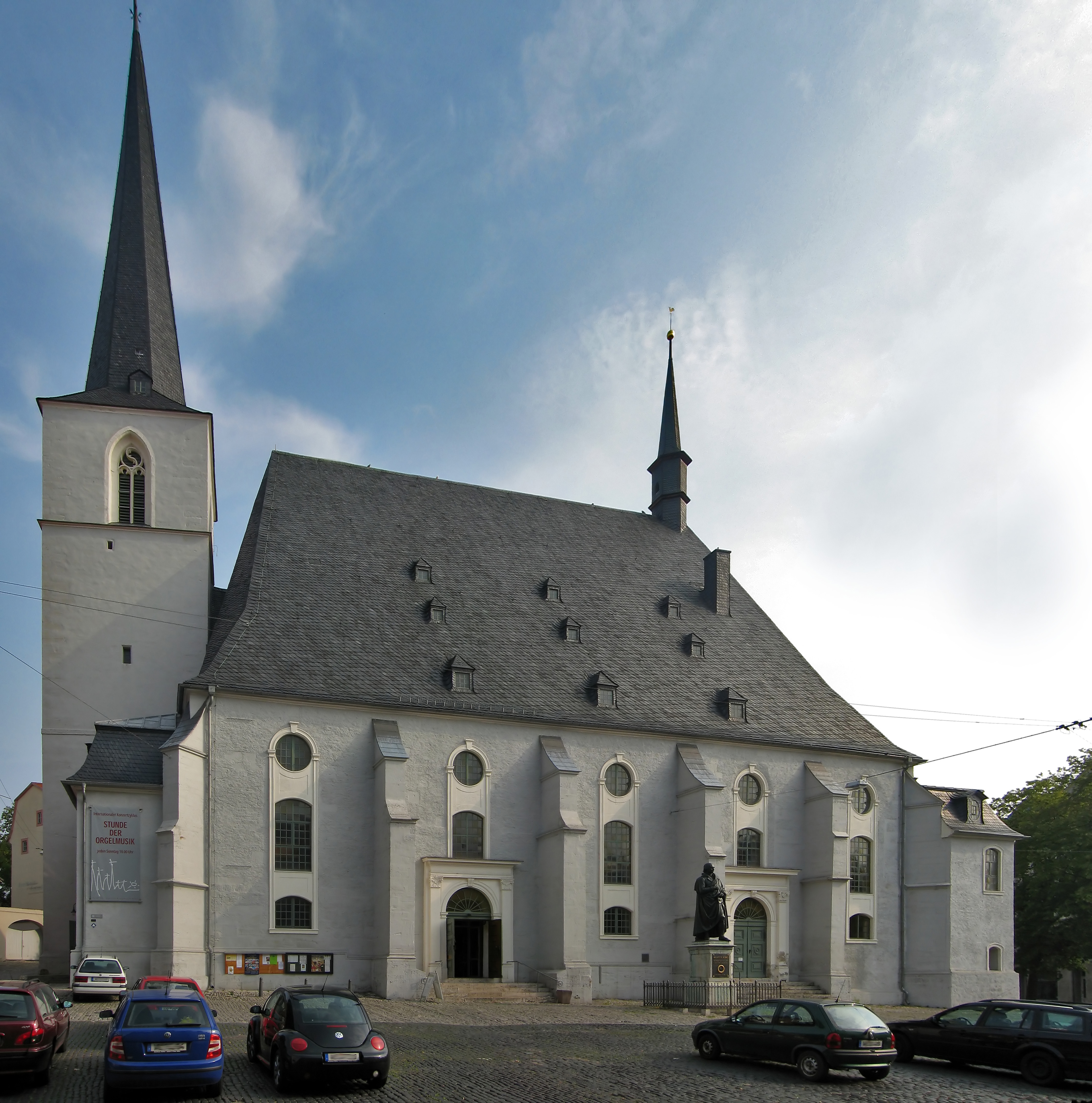
Die Stadtkirche St. Peter & Paul in Weimar (Herderkirche)

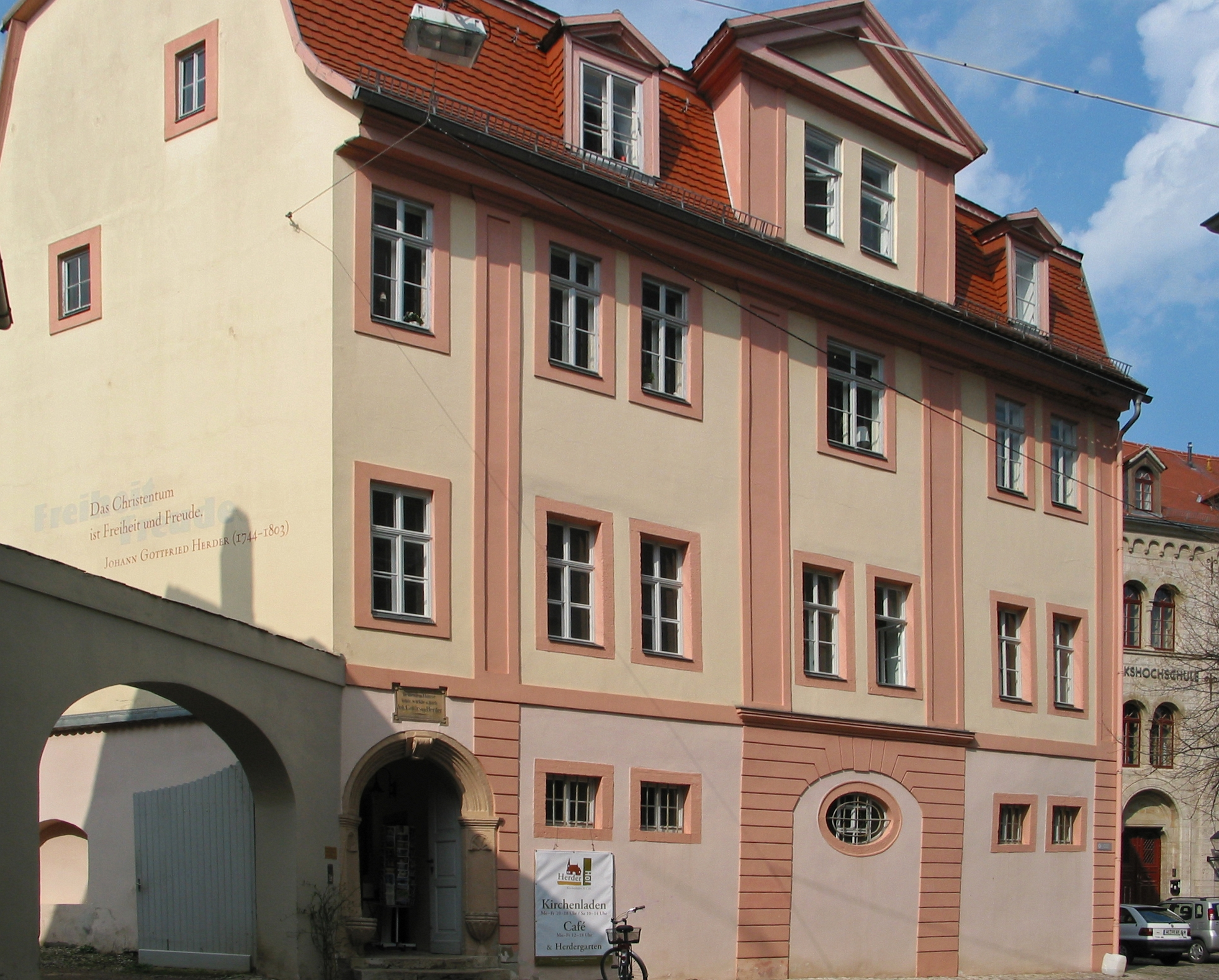
Herders Wohnhaus hinter der Herderkirche in Weimar

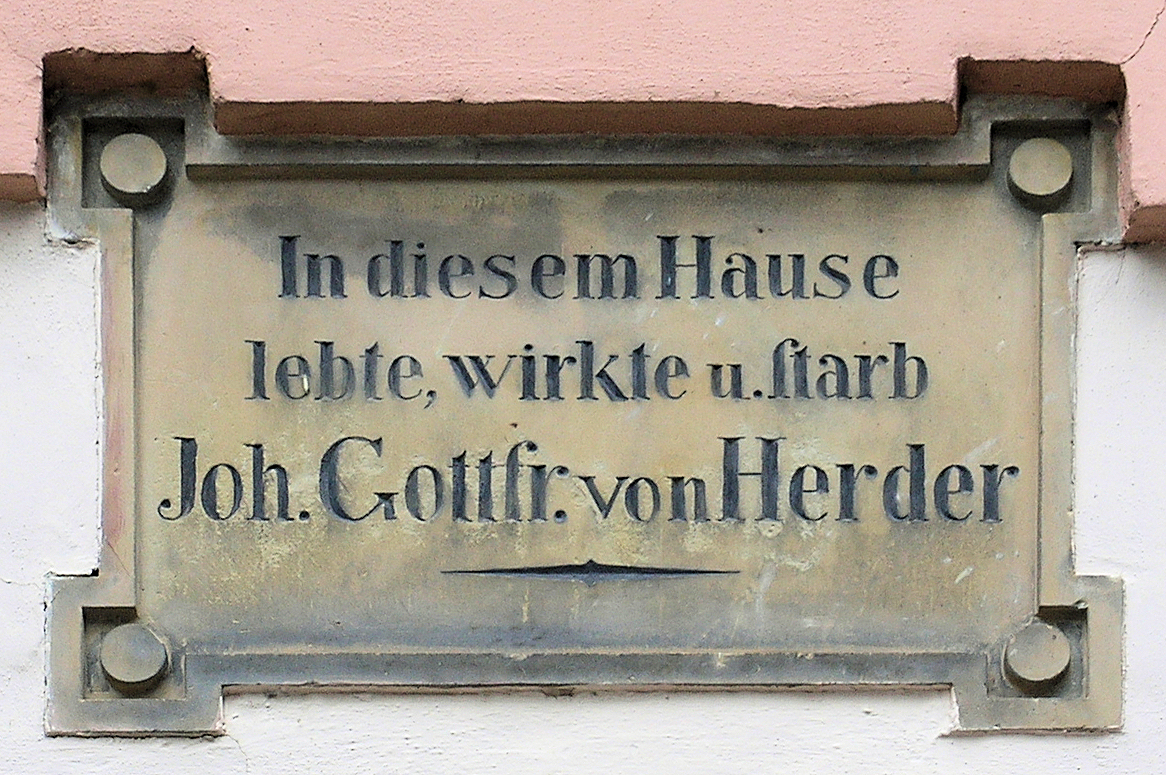
Gedenktafel seines Hauses am Herderplatz 8

Herder verhandelte um eine Berufung an die Universität Göttingen (wo man ihm ein Kolloquium zur Prüfung seiner Rechtgläubigkeit auferlegen wollte), als ihn durch Goethes Vermittlung Herzog Karl August von Sachsen-Weimar im Frühjahr 1776 zum Generalsuperintendenten, Mitglied des Oberkonsistorial- und Kirchenrats, Oberpfarrer und ersten Prediger an die Stadtkirche St. Peter und Paul nach Weimar, in die Residenz seines Herzogtums, berief. Nach dem Tod seiner Bückeburger Gönnerin, der Gräfin Maria, entschloss er sich, dem Ruf zu folgen und traf am 2. Oktober 1776 in Weimar ein. Unmittelbar hinter der Stadtkirche, die später den Beinamen „Herderkirche“ tragen sollte, bezog er zusammen mit seiner Familie das barocke Pfarrhaus am Herderplatz 8, in dem er bis zu seinem Tod lebte und wirkte. Von 1776 bis 1803 war er neben seinen Tätigkeiten in der Stadtkirche zugleich langjähriger Direktor des benachbarten Wilhelm-Ernst-Gymnasiums sowie „Ephorus der Schulen“ im gesamten Herzogtum Sachsen-Weimar und Eisenach.
Es entwickelte sich ein enger Kontakt zu Karl Ludwig von Knebel, August von Einsiedel und Christoph Martin Wieland, für dessen Teutschen Merkur (1773–1789) Aufsätze über Hutten, Kopernikus, Reuchlin, Savonarola, Sulzer, Winckelmann und Lessing entstanden. Der so genannte Laokoonstreit zwischen Herder und Lessing war eine Auseinandersetzung über die Thesen in Lessings 1766 veröffentlichtem Werk Laokoon oder über die Grenzen der Mahlerey und Poesie. Herder vertrat innerhalb des Neuhumanismus eine Strömung, die mit der Kulturkritik Rousseaus verbunden war.
Obwohl seine literarische Produktivität stieg, fühlte sich Herder von der empfundenen Enge der Verhältnisse in Weimar bedrückt. Über seine Stellung in Weimar äußerte er:

„Ich bin hier allgemein beliebt, bei Hofe, Volk und Großen, der Beifall geht ins Überspannte. Ich lebe im Strudel meiner Geschäfte einsam und zurückgezogener, als ich in Bückeburg nur je gelebt habe.“

Der Prozess, mit dem sich die hervorragendsten Repräsentanten des Sturm und Dranges in die Protagonisten der Weimarer Klassik verwandelten, begann bei Herder Ende der 1770er Jahre. Die Abhandlungen Vom Erkennen und Empfinden der menschlichen Seele. Bemerkungen und Träume, Plastik. Einige Wahrnehmungen über Form und Gestalt aus Pygmalions bildendem Traum und die Herausgabe der Lieder der Liebe, mit Übersetzung des Hohenliedes Salomos sowie der längst vorbereiteten Volkslieder waren 1778 seine ersten Veröffentlichungen in Weimar. Mit seiner Abhandlung Über die Wirkung der Dichtkunst auf die Sitten der Völker in alten und neuen Zeiten wollte er erneut den Nachweis erbringen, dass echte Poesie die Sprache der Sinne ist. Seine sorgfältig ausgewählten und übersetzten Volkslieder sollten dies einem breiten Publikum vermitteln.
Im Auftrag des Oberkonsistoriums und durch Mithilfe mehrerer Pfarrer vereinigte Herder die beiden unterschiedlichen Weimarer Kirchengesangbücher, die von verschiedenen örtlichen Verlagen angeboten wurden, und bereitete die Neuausgabe von 1795 vor.

### Freundschaft mit Goethe, Hauptwerk

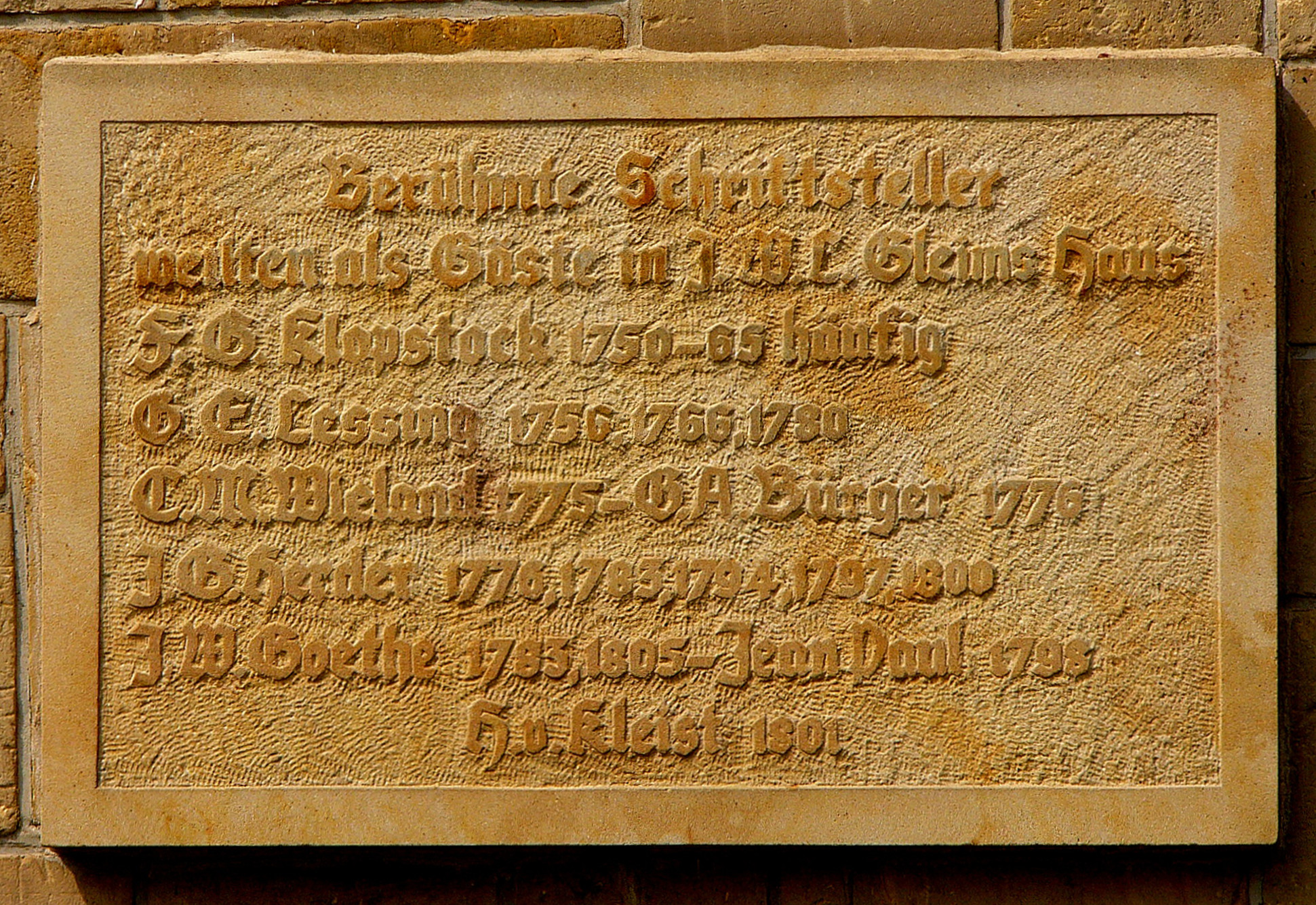
Oft verweilte J. G. Herder im Gleimhaus zu Halberstadt

Seit Anfang der 1780er Jahre war das gute Verhältnis zu Goethe wiederhergestellt. Dessen Ansichten über eine organische Entwicklung in der Naturgeschichte ähnelten seinen früheren Vorstellungen einer Morphologie der kulturellen Entwicklung. Zudem fand er einen Freund in dem ursprünglich katholischen Carl Leonhard Reinhold. 1780 wurde seine Schrift Vom Einfluss der Regierung auf die Wissenschaften und der Wissenschaften auf die Regierung in Berlin preisgekrönt. In diesen Jahren, die auch von Krankheit und finanziellen Problemen belastet waren, entstanden seine Briefe, das Studium der Theologie betreffend (1780–1781) und eine Reihe von Predigten, außerdem sein unvollendet gebliebenes Werk Vom Geiste der Ebräischen Poesie (1782–1783) über die hebräische Dichtung. Sein Biograf Rudolf Haym schrieb dazu, es habe „für Kunde und Verständnis des Orients Ähnliches geleistet wie Winckelmanns Schriften für das Kunststudium und die Archäologie“.
1783 reiste Herder nach Hamburg und lernte Klopstock kennen, besuchte Matthias Claudius, Johann Friedrich Wilhelm Jerusalem in Braunschweig und Johann Wilhelm Ludwig Gleim in Halberstadt; zu Friedrich Heinrich Jacobi entwickelte sich eine Freundschaft.
Die Ideen zur Philosophie der Geschichte der Menschheit (1784–1791) sind sein Hauptwerk, sein „Hauptgeschäft“, so Herder selbst. Mit der Arbeit daran hatte er bereits in Riga begonnen. Es beruht auf den Gedanken, die er bereits in kleineren Schriften veröffentlicht hatte. Es ist eine Zusammenfassung seiner Erkenntnisse über die Erde und den Menschen, „dessen einziger Daseinszweck auf Bildung der Humanität gerichtet ist, der alle niedrigen Bedürfnisse der Erde nur dienen und selbst zu ihr führen sollen“. Er legte seine Auffassungen über Sprachen, Sitten, Religion und Poesie, über Wesen und Entwicklung der Künste und Wissenschaften, über die Entstehung von Völkern und historischer Vorgänge dar. Vernunft und Freiheit hielt er für Produkte der „natürlichen“ ursprünglichen Sprache, Religion für den höchsten Ausdruck menschlicher Humanität. Die unterschiedlichen natürlichen, historischen, sozialen und psychologischen Umstände führen zur vielschichtigen Differenzierung der Völker, die verschieden, aber dennoch gleichwertig sind.

„[Herder] interpretiert die Menschheitsgeschichte als die vernunftgeleitete Fortsetzung der Naturgeschichte: So, wie die Organisationsweise eines Lebewesens zugleich durch seine organische Kraft und seine Umwelt bestimmt ist, muss die kulturelle Entwicklung eines Volkes, wenn sie gelingen soll, zugleich bestimmt sein durch den ‚Charakter‘ oder ‚Genius eines Volks‘ und durch die physischen Bedingungen (‚Clima‘) des ‚Landes‘ oder ‚Erdstrichs‘, in dem es lebt. Diese beiden Determinanten beeinflussen sich wechselseitig: das jeweilige ‚Clima‘ prägt die Sinnlichkeit und Denkart des Volkes, das Volk prägt sein Land, indem es dieses zweckmäßig gestaltet, d. h. kultiviert. Im Laufe ihrer Geschichte bildet so jede Kultur eine organische, Mensch und Natur umgreifende Einheit, die einzigartig ist, weil jedes Volk besondere Anlagen hat und jedes Land spezifische Anpassungen erfordert bzw. Nutzungsmöglichkeiten bietet. […] Auf der Erde entsteht so eine Vielfalt einzigartiger, inkommensurabler, gleichberechtigter Formen von Kultur und eben darin besteht, so betont Herder gegen die aufklärerische Idee einer Universalgeschichte, das Ziel der Menschheitsgeschichte; ‚zur Vollkommenheit der menschlichen Natur gehört, daß sie unter jedem Himmel, nach jeder Zeit und Lebensweise sich neu organisiere und gestalte‘ […] Eine Vielfalt von Landschaften mit Eigenart ist der räumlich-materielle Aspekt dieser kulturellen Vielfalt.“

Von 1785 bis 1797 veröffentlichte er die Zerstreuten Blätter mit Abhandlungen und literarischen Übersetzungen. 1787 wurde er Ehrenmitglied der Berliner Akademie der Wissenschaften. Im selben Jahr erschien seine Schrift Gott. Einige Gespräche, eine Auslegung und Verteidigung Spinozas. Des Weiteren verfasste er ein Buchstaben- und Lesebuch. Goethes Römische Elegien, die durch Sinnlichkeit die Weimarer Gesellschaft schockiert hatten, fanden seine Anerkennung.

### Italienreise, Zerwürfnis mit Goethe

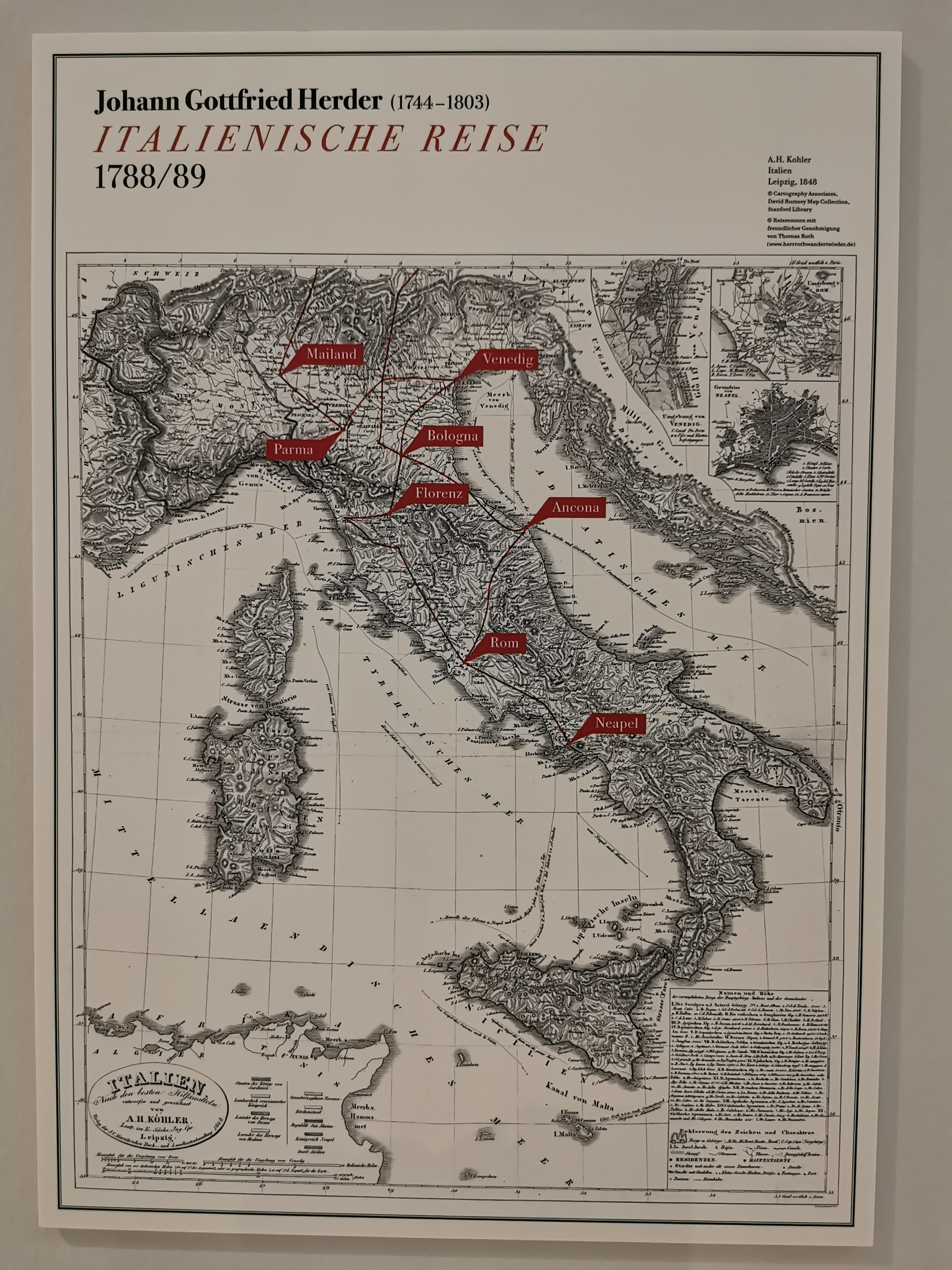
Von Herder besuchte Orte während seiner Italienreise von 1788 bis 1789

In den Jahren 1788–1789 unternahm Herder als Begleiter des Domherrn Johann Friedrich Hugo von Dalberg und der Sophie von Seckendorff eine Reise nach Italien. In Rom fand er nach der Trennung von der Reisegesellschaft in der Folge einer Verstimmung Anschluss an die Gesellschaft der Herzogin Anna Amalie von Sachsen-Weimar-Eisenach, die ebenfalls auf Reisen war, und befreundete sich mit der Malerin Angelika Kauffmann. Johann Friedrich Reiffenstein, Johann Heinrich Wilhelm Tischbein und Johann Heinrich Meyer führten ihn durch Rom. Dort erhielt er eine ihn interessierende Berufung nach Göttingen. Weiter ging es nach Neapel, die Rückkehr führte ihn über Florenz, Venedig und Mailand.
Goethe wirkte für Herders Bleiben in Weimar und konnte im Einverständnis mit dem Herzog Zusagen für die Zukunft machen. Herder ließ sich widerwillig darauf ein. Von Krankheiten gezeichnet, seine materiellen Probleme nur vorübergehend gemildert, führten seine Ansprüche aufgrund der Abmachungen zum endgültigen Bruch mit Goethe. Zudem hatten beide sehr unterschiedliche Ansichten über die gesellschaftlichen Umwälzungen der Epoche. Uneinig waren sie sich über die Französische Revolution 1789, die Herder begrüßte. Außerdem hatte Herder schon zuvor mit Eifersucht die wachsende Intimität zwischen Goethe und Schiller betrachtet. So trat allmählich ein Zustand der Isolierung und verbitterten Beurteilung alles ihn umgebenden Lebens ein.
1792 erschien Herders Aufsatz Über ein morgenländisches Drama, eine begeisterte Reaktion auf Johann Georg Adam Forsters Sakontala. Der fünfte Teil der Ideen zur Philosophie der Geschichte der Menschheit blieb ungeschrieben, und bereits die Briefe zur Beförderung der Humanität (1793–1797) waren von einer pessimistischen Haltung geprägt. Die geistigen Gegensätze, in denen er zur Philosophie Kants, zum Klassizismus Schillers und Goethes stand, traten nun mehr und mehr in Herders literarischen Arbeiten hervor.
Er lernte den jungen Novalis kennen, der sich später für die Idee der Gründung eines kosmopolitischen, republikanischen Ordens begeisterte. Hatte er zu Beginn der Französischen Revolution noch offen seine Sympathien bekundet, änderte er – ähnlich wie Schiller – spätestens mit den Septembermorden 1792 seine Ansicht. Er hatte mehrmals in einer Art von Selbstzensur und wegen offenbaren Drucks von oben seine Ideen zur Philosophie der Geschichte der Menschheit umgearbeitet und war auch deshalb kein Fürstenfreund.

### Zur Einteilung der Menschen in Rassen
Nach rationalistisch orientierten Theorien bildete sich der klassische Rassismus im 18. Jahrhundert heraus. Führende Theoretiker der westlichen Welt (wie Immanuel Kant und Georg Wilhelm Friedrich Hegel) versuchten damals, die rassischen Unterschiede wissenschaftlich zu erklären. Sie nahmen an, dass die menschlichen Rassen nicht nur biologische (vorwiegend körperliche) Unterschiede aufweisen, sondern auch feststehende und unveränderbare Merkmale hinsichtlich ihrer Mentalität und ihres Charakters. Später schien die moderne Biologie und Genetik im Gefolge von Charles Darwin dazu Anhaltspunkte zu liefern. Johann Gottfried Herder und einige wenige andere Vertreter der Aufklärung distanzierten sich dagegen klar von der Einteilung der Menschen in Rassen. Herder schrieb:
„Ich sehe keine Ursache dieser Benennung. Race leitet auf eine Verschiedenheit der Abstammung, die hier entweder gar nicht statt findet, oder in jedem dieser Weltstriche unter jeder dieser Farben die verschiedensten Racen begreift. […] Kurz, weder vier oder fünf Racen, noch ausschließende Varietäten giebt es auf der Erde.“

### Spätwerk
Herders Christliche Schriften (1796–1799), in denen er seinem Gefühl für den Kern des Christentums Ausdruck verlieh, und die Aufsätze für Schillers Horen knüpften an seine erfolgreichen Schriften an. Entschieden wandte er sich mit seiner Metakritik zur Kritik der reinen Vernunft (1799) und der in der Kalligone (1800) dargelegten Ästhetiktheorie gegen die Transzendentalphilosophie Kants: Die Vernunft sei selbst erfahrungsabhängig und müsse erst erworben werden; sie könne nicht vor aller Erfahrung postuliert werden. Schönheit sei kein subjektives Urteil, das in einem interesselosen Wohlgefallen gründe, sondern „die Darstellung, d. i. der sinnliche, zu empfindende Ausdruck einer Vollkommenheit“ – Herders Adrastea (1801–1803) sollte die klassizistische Strömung der deutschen „Dichter und Denker“ insgesamt treffen. Er befürchtete, dass diese den ganzen Ruhm davontragen würden und bezeichnete sich selbst als „dürrer Baum und verlechzte Quelle“ oder als „Packesel und blindes Mühlenpferd“. In einer Zeit der wirtschaftlichen Not erschien Iduna oder Der Apfel der Verjüngung als ein Beitrag der Horen, dem Schiller widersprach. Herder betonte hier die didaktische Aufgabe der Dichtkunst und stellte sich damit in Gegensatz zur Theorie von der Autonomie der Kunst, die er wenige Jahrzehnte vorher mitbegründet hatte. Es entwickelte sich eine Freundschaft zu Jean Paul, der ihn in der Zeit von 1798 bis 1800 häufig besuchte. Auch Christoph Martin Wieland unterstützte ihn.
Nach Kuraufenthalten in den Sommern 1802 und 1803 in Aachen und Eger wegen der Verschlimmerung seiner Krankheiten erlitt er im Herbst 1803 einen Rückfall, dem er schließlich am 18. Dezember erlag. Letzte Arbeiten waren die Legenden, die Übertragung der Romanzen Der Cid und die dramatischen Gedichte Der entfesselte Prometheus (als Fortsetzung von Aischylos’ Der gefesselte Prometheus gedacht) und Admetus' Haus. 1802 verlieh ihm der Kurfürst von Bayern Maximilian Joseph ein Adelsdiplom. Außerdem wurde er zum Präsidenten des Oberkonsistoriums ernannt.

### Freimaurerei und Mitgliedschaft im Illuminatenorden

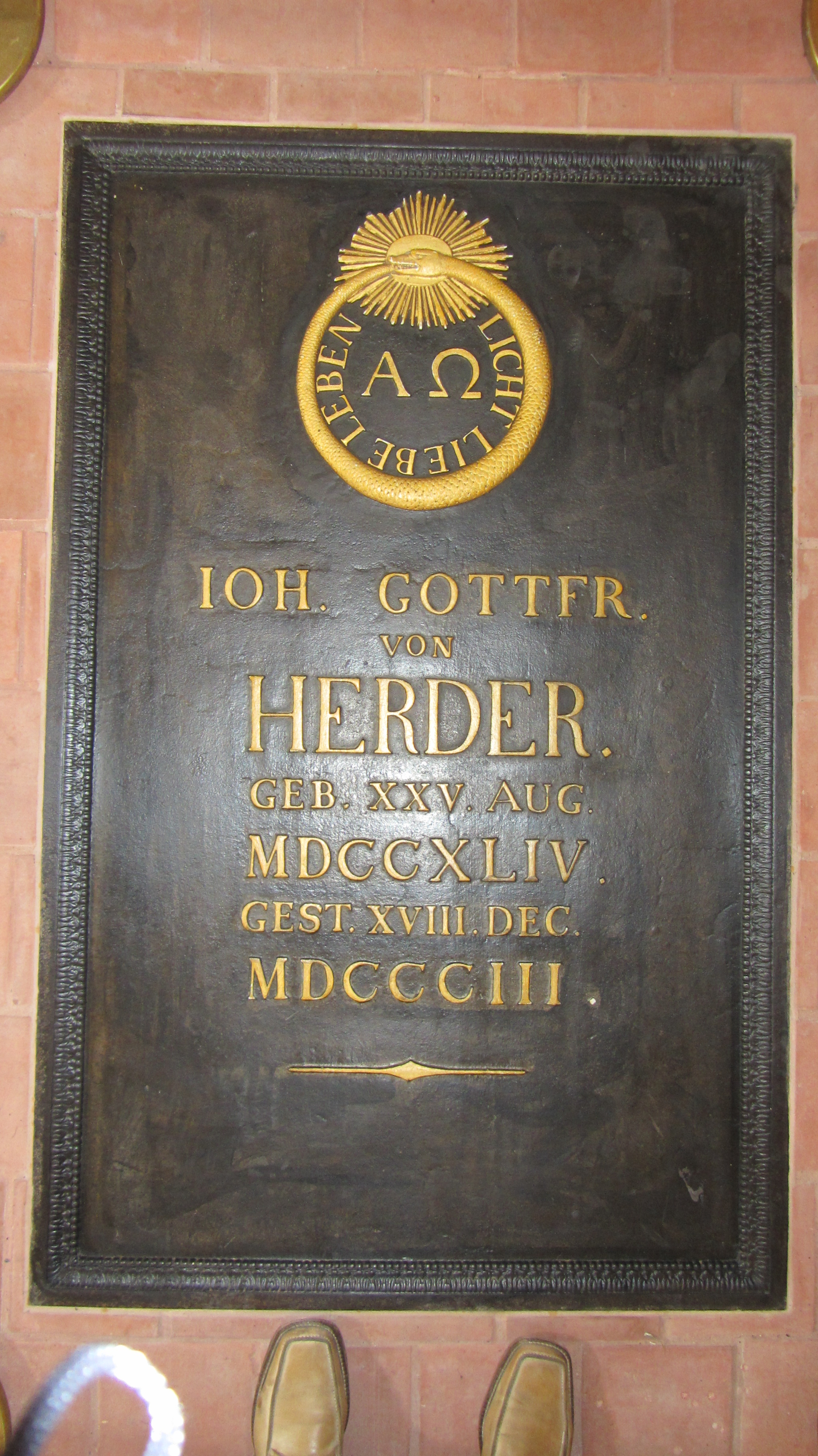
Herders Grab mit dem Symbol des Ouroboros Licht, Liebe und Leben

Herder wurde 1766 in die Freimaurerloge Zum Schwert in Riga aufgenommen. Dort war er Schriftführer und später Redner. Er unterstützte Friedrich Ludwig Schröder bei dessen Ritualreform und gab ihm Anregungen dazu.
In einem ersten „Gespräch“ beschreibt er seine Vorstellung über eine „unsichtbar-sichtbare Gesellschaft“, die an Lessings Ernst und Falk – Gespräche für Freymäurer anknüpft. Seine Loge ist eine Versammlung aller denkenden Menschen in allen Weltteilen. Faust oder Gutenberg seien ihr Meister vom Stuhl. Antrieb dieser weltumspannenden Gesellschaft ist die Humanität.
In der 8. Ausgabe der Zeitschrift Adrastea Herders, die im April 1803 erschien, schrieb er weitere Abhandlungen über „Freimaurer“: Analog zu Lessings Ernst und Falk – Gespräche für Freymäurer verfasste er ein Gespräch zwischen Faust, Horst und Linda, setzte dies mit der Geschichte von Salomons Siegelring fort und schloss mit Salomons Thron. Sein tiefes Interesse an der Freimaurerei geht aus seinem Briefwechsel mit Friedrich Ludwig Schröder hervor.
Außerdem war er eines der bislang rund 1500 bekannten Mitglieder der sogenannten bayerischen Illuminaten. In diesen Orden wurde er am 1. Juli 1783 unter dem Namen „Damasus Pontifex“ als „Dekan“ der Weimarer Illuminatenniederlassung von Johann Joachim Christoph Bode initiiert, etwa vier Monate nach Goethes Aufnahme in die Vereinigung.
Im Februar 1784 nahm Herder gemeinsam mit Bode, Goethe und dem Herzog an einem Schiedsgericht des Ordens teil, der die Konflikte zwischen Ordensgründer Adam Weishaupt und seinem eifrigsten Agitator Adolph Knigge bereinigen sollte. Dieser hatte sich von den Weimarern Unterstützung für seine Position erhofft, die aber ausblieb. Am 1. Juli 1784 verließ Knigge den Illuminatenorden.

### Die Familie

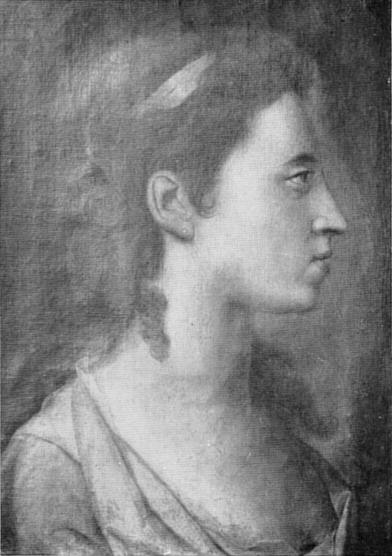
Maria Karoline Herder, geb. Flachsland

Am 2. Mai 1773 heirateten Johann Gottfried Herder und Maria Karoline Flachsland in Darmstadt. Seine Ehefrau unterstützte ihn im Hintergrund, lektorierte seine Schriften, ordnete nach seinem Tod den Nachlass und gab seine Werke heraus. Bekannt geworden ist der gemeinsame Briefwechsel und ihre Biografie Erinnerungen aus dem Leben Herders. Aus der Ehe stammen sieben Kinder, sechs Söhne und eine Tochter. Die ersten beiden Söhne wurden in Bückeburg geboren, alle weiteren Kinder in Weimar.
Der älteste Sohn, Wilhelm Christian Gottfried, 1774 in Bückeburg geboren, studierte in Jena Medizin, wurde 1800 Provinzial-Akkoucheur (Geburtshelfer) und 1805 Hofmedikus in Weimar. Zusammen mit Wilhelm Ernst Christian Huschke obduzierte er den Leichnam von Friedrich Schiller. Er verfasste die Schrift Zur Erweiterung der Geburtshilfe (Leipzig 1803) und war an der Herausgabe der Werke seines Vaters beteiligt. Gottfried Herder heiratete 1797 eine Schwester des 1779 in Weimar geborenen Schauspielers und Theaterdirektors Heinrich Schmidt: Maria Henrietta Carolina (1775–1837). Nach dem frühen Tod ihres Ehemannes 1806 heiratete diese 1811 den gemeinsamen Freund, den Juristen Christian Gottlob Voigt (1774–1813), Sohn des Christian Gottlob von Voigt, welcher im Frühjahr 1813 in französische Gefangenschaft geriet, aus der er zwar befreit werden konnte, an deren Folgen er jedoch kurz darauf auf Grund einer fiebrigen Erkrankung verstarb.
Der zweite Sohn, Sigismund August Wolfgang, 1776 geboren, schlug eine Laufbahn als Geologe ein und wurde schließlich sächsischer Oberberghauptmann. 1816 wurde er für seine Verdienste in den Freiherrenstand erhoben.
Der dritte Sohn, Wilhelm (1778–1842), wurde Großkaufmann in Sankt Petersburg.
Am 25. August 1779 (Johann Gottfried Herders Geburtstag) kam sein vierter Sohn Karl Emil Adelbert auf die Welt. Er kaufte später das Gut Stachesried in Bayern, das nach einem Jahr nach damaligem Recht zu demselben Preis wieder in den Besitz des adeligen Verkäufers übergegangen wäre, hätte nicht sein Vater, der berühmte Philosoph und Schriftsteller, beim bayerischen Kurfürsten erfolgreich um die Erhebung in den Adelsstand gebeten.
Als fünftes Kind wurde 1781 Luise Theodore Emilie geboren. Sie heiratete Constantin Stichling, nachdem dessen erste Frau Juliane, eine Tochter Wielands, gestorben war. Ein Sohn Luises und damit Enkel Herders war der Weimarer Staatsminister Stichling.
Emil Ernst Gottfried, geboren 1783, war bis 1839 bei der Regierung für Schwaben und Neuburg tätig, anschließend bayerischer Oberforst- und Regierungsrat in Erlangen. Er gab in Herders Lebensbild (Erlangen 1846–1847, 24 Bände) eine Darstellung des Lebens und Wirkens seines Vaters.
Der jüngste, 1790 geborene Sohn Rinaldo Gottfried arbeitete als königlich bayerischer Forstmeister.
Eine Nichte Herders mit Vornamen Nathalie war die zweite Ehefrau des Barons Caspar von Geismar, kaiserlich-russischer General-Adjutant des Zaren Nikolaus I., und bewohnte das Schloss Gorodok, als Witwe, noch 1860.

## Bedeutung und Nachwirkung

Brief des jungen Herder an den Schriftsteller J. G. Hamann (1764)

Am Wandel des kulturellen Lebens der gebildeten Deutschen gegen Ende des 18. Jahrhunderts hatte Herder einen wichtigen Anteil: Seine Spuren lassen sich in der Literatur, der Philosophie, der Theologie und der Geschichtswissenschaft nachweisen. Er trug Wesentliches zur Entwicklung der Sprachwissenschaft bei und war ein bedeutender literarischer Übersetzer. Die Forderung nach „Humanität“ und Heranbildung zum „vergöttlichten“ Menschlichen (Geniekult) als Lebens- und Bildungsideal sind durchgehende Grundgedanken seiner Schriften.
Sein ethisches Pathos verband er mit Stimmungen und Gefühlen aus der Dichtung verschiedener Zeiten und Völker, die er einem aufgeklärten Publikum durch Übertragungen ins Deutsche zugänglich machte. Damit bereitete er einer über die bisherige „Gelehrtengeschichte“ hinausgehenden modernen Literaturgeschichte den Boden. Neben den Stimmen der Völker in Liedern, dem Cid, den Epigrammen aus der griechischen Anthologie, den Lehrsprüchen aus Sadis „Rosengarten“ und der ganzen Reihe anderer Dichtungen und poetischer Vorstellungen, welche Herder zur deutschen Literatur beitrug, stehen jene orientalischen Erzählungen, Mythen und Fabeln, die er im Sinne der eigenen Anschauungen seiner Humanitätslehre nacherzählte.
Einfluss erlangte er als Kulturhistoriker, Religionsphilosoph, philosophischer Anthropologe, Ästhetiker, Essayist und Kritiker. Philosophisch bezog er sich insbesondere auf Giordano Bruno, Baruch de Spinoza, Gottfried Wilhelm Leibniz und Anthony Ashley Cooper, Earl of Shaftesbury, aber auch auf Zeitgenossen wie seine Freunde Friedrich Heinrich Jacobi und Johann Georg Hamann, seinen Lehrer, den frühen Kant und Jean-Jacques Rousseau. Viele seiner Wendungen und Erkenntnisse wurden im deutschsprachigen Raum schnell zur Allgemeinbildung.
Als Theologe wandte er sich gegen das hergebrachte, auf Dogmen beruhende Christentum. Mit der Bibel beschäftigen sich seine literaturhistorischen Studien. Er lehrte, die biblischen Erzählungen seien aus ihrer Zeit und dem jeweiligen „Volkscharakter“ zu verstehen.
In seiner Schrift Auch eine Philosophie der Geschichte zur Bildung der Menschheit formulierte er die These, dass die „Mächte der Geschichte“ wie Nationen, Epochen jeweils ihren eigenen Wert in sich tragen und unabhängig vom Betrachter zu beurteilen sind. Herder gilt damit als Erfinder des Nationenbegriffs. Seine Vorstellung der Nation unterschied sich allerdings vom Konzept des Nationalismus im 19. Jahrhundert. Herder zufolge bestimmen Gleichwertigkeit und Mannigfaltigkeit den Charakter der Nationen. Auf die Frage „Was ist [eine] Nation?“ antwortete er:

„Ein großer, ungejäteter Garten voll Kraut und Unkraut. Wer wollte sich dieses Sammelplatzes von Torheiten und Fehlern so wie von Vortrefflichkeiten und Tugenden ohne Unterscheidung annehmen und (…) gegen andre Nationen den Speer brechen? (…) Offenbar ist die Anlage der Natur, daß wie Ein Mensch, so auch Ein Geschlecht, also auch Ein Volk von und mit dem anderen lerne[,] (…) bis alle endlich die schwere Lektion gefaßt haben: kein Volk ist ein von Gott einzig auserwähltes Volk der Erde; die Wahrheit müsse von allen gesucht, der Garten des gemeinen Besten von allen gebauet werden.“

Die den Aufklärern bedeutende Idee der Toleranz wandte Herder auf andere Völker und Geschichtsepochen an. Er legte damit den Grundstein zum Historismus.

Mit seiner Kulturtheorie und Geschichtsphilosophie, die, entgegen dem Universalismus der Aufklärung, als Ziel der Menschheitsgeschichte die Entwicklung einzigartiger Einheiten aus Volk und Land begreift, hat Herder eine wesentliche Grundlage konservativer Kulturtheorie (siehe z. B. Wilhelm Heinrich Riehl) entwickelt und auch die Basis für das Forschungsprogramm der klassischen länder- und landschaftskundlichen Geographie gelegt, das Carl Ritter, unter explizitem Hinweis auf Anleihen bei Herder, formuliert hat.
In der Literaturgeschichte führte seine Auffassung von nationalem Einfluss zu dem viel zitierten Ausspruch über Shakespeare, in Griechenland sei ein Drama entstanden, wie es im Norden nicht hätte entstehen können.
Seine Werke waren bedeutsam für die Philosophen des deutschen Idealismus Johann Gottlieb Fichte, Friedrich Hegel und Friedrich Schelling. Auch die Dichter der Romantik griffen auf Herder zurück, der eine intensive Auseinandersetzung mit der Folkloristik empfohlen hatte. So beschäftigten sich unter anderem Joachim von Arnim sowie Clemens Brentano mit Volksliedern und die Brüder Grimm, wesentlich von ihm beeinflusst, mit Märchen und Sagen. Ganz im Sinne Herders beschränkten die letzteren sich nicht auf deutschsprachige Quellen, sondern zogen englische, schottische und irische hinzu, was bereits üblich war. Sie dehnten ihren Arbeitsbereich aber auch auf Skandinavien, Finnland, die Niederlande, Spanien, Ungarn und Serbien aus.
In der Zeit des Nationalsozialismus wurde Herders Nationenbegriff, seine Polemik gegen den späten Kant, seine Ideen über Nationalcharakter unter anderem umgedeutet und instrumentalisiert, um die NS-Ideologie auch im früheren Bildungsbürgertum zu verbreiten.
Herder verwandte einen grammatisch-rhetorischen Stil, der viele Anakoluthe, Aposiopesen, Brachylogien, Chiasmen, Hendiadyoine, Oxymora und Hystera-Protera enthielt. Er war ein Meister der Neologismen, viele seiner Wortschöpfungen sind in den allgemeinen Sprachgebrauch eingegangen. Der deutsche Begriff Volkslied, als Übersetzung der englischen Bezeichnung popular song, stammt aus seiner 1773 erschienenen Rezension über eine 1765 im Königreich Großbritannien erschienene Sammlung von englischen und schottischen Balladen. Auch Zeitgeist (zum Beispiel Michael Zaremba bei seinem Festvortrag am 31. Oktober 2003 in der Weimarer Herderkirche) oder Weltmarkt sind Begriffsprägungen des Weimarer Klassikers. Die Wendung Elbflorenz ist ebenfalls eng mit ihm verknüpft. Über die „Einbildungskraft“ (vgl. Vorstellungskraft) führte er Dispute mit Kant; zudem postulierte er eine „genetische Kraft“, welche unabhängig von der jeweiligen „Rasse“ der Menschen und der Zeit, in der sie lebten, existieren sollte; als moderner Denker war er „gegen Erbregierungen“.
Lange vor Wilhelm Dilthey entwickelte er Gedanken vom „geschichtlichen Wesen“; „die neuere Ethnologie, die neuere Kulturanthropologie, die neuere Kulturwissenschaft, das, was man cultural turn nennt, [ist] ohne Herder überhaupt nicht denkbar […]. Das hat zwei Gründe, einmal die Bedingtheit über Klima, Milieu, Volk und zum Zweiten, und das ist wichtig, dass Herder die Völker alle gleich gelten lässt, das ist entscheidend. Heine sagt, für Herder sind die Völker wie eine Harfe, wie die Saiten an einer Harfe und die Harfe spielt Gott“, so formulierte es der Kultur- und Literaturkritiker Georg Bollenbeck 2003 zum 200. Todestag Herders.

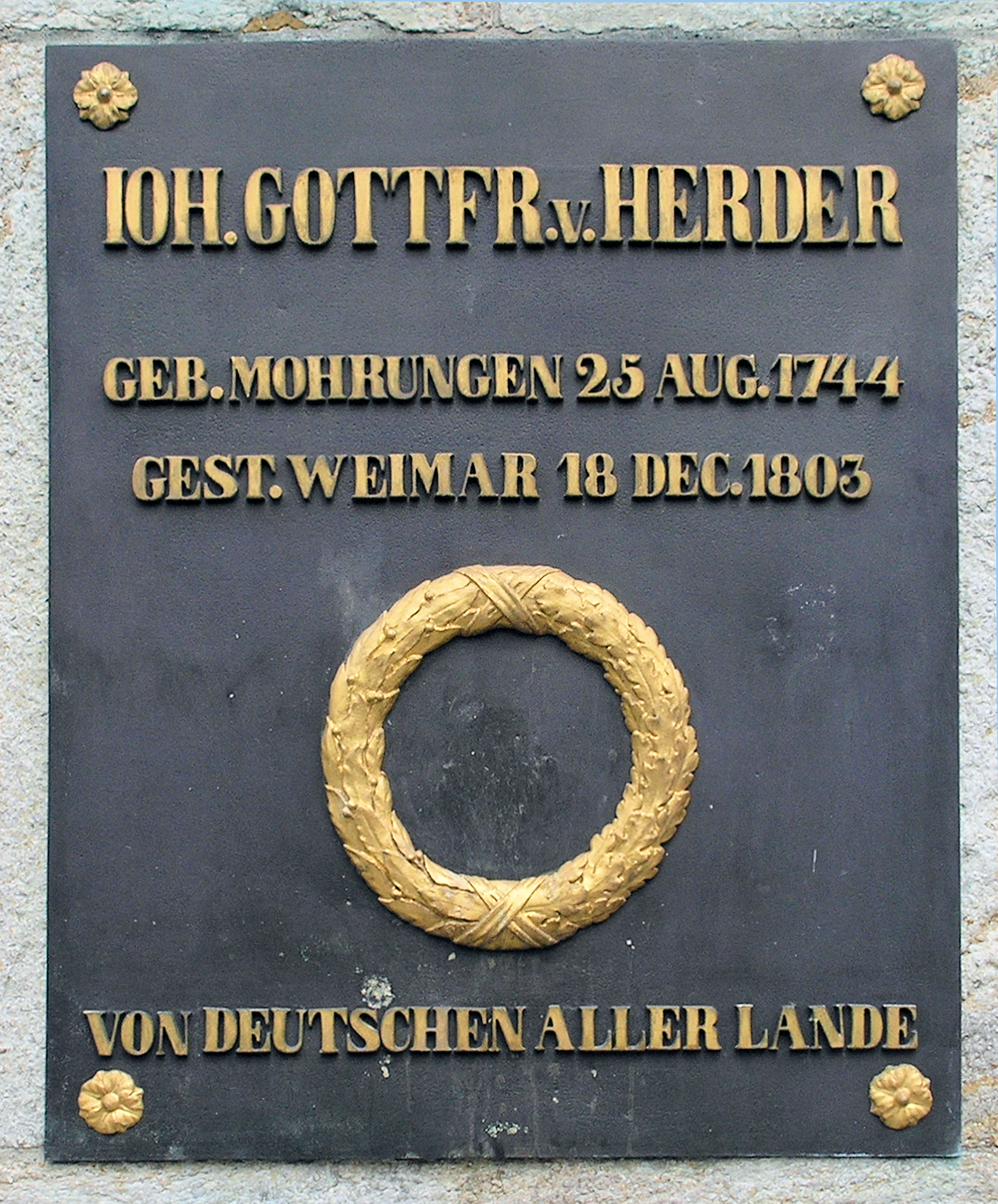
„Von Deutschen aller Lande“, Herderplatz in Weimar

Zwei Jahre später sagte der damalige Bundestagspräsident Wolfgang Thierse: „Die deutsche Kulturnation – das war einmal ein schönes großes Wort, das die Herzen höher schlagen ließ. Und da ich die Einwände schon ahne, möchte ich hinzufügen: Es war auch ein unschuldiges Wort. Was man später die ‚deutsche Kulturnation‘ genannt hat, das ist mit Friedrich Schiller verbunden, wenn auch ohne sein aktives Zutun, und viel mehr noch mit seinem Zeitgenossen und Weimarer Mitbürger Johann Gottfried Herder.“

## Ehrungen

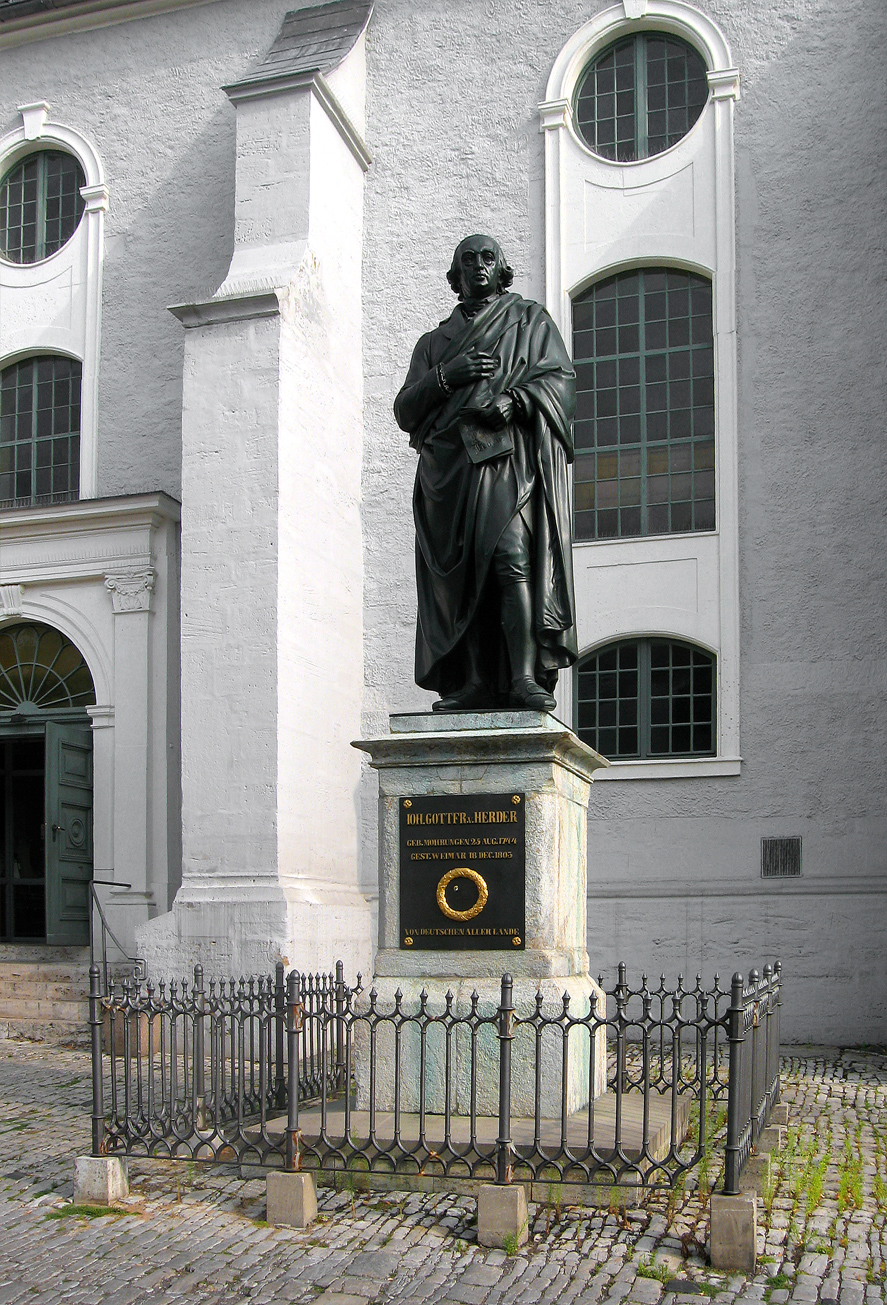
Denkmal vor der Herderkirche in Weimar

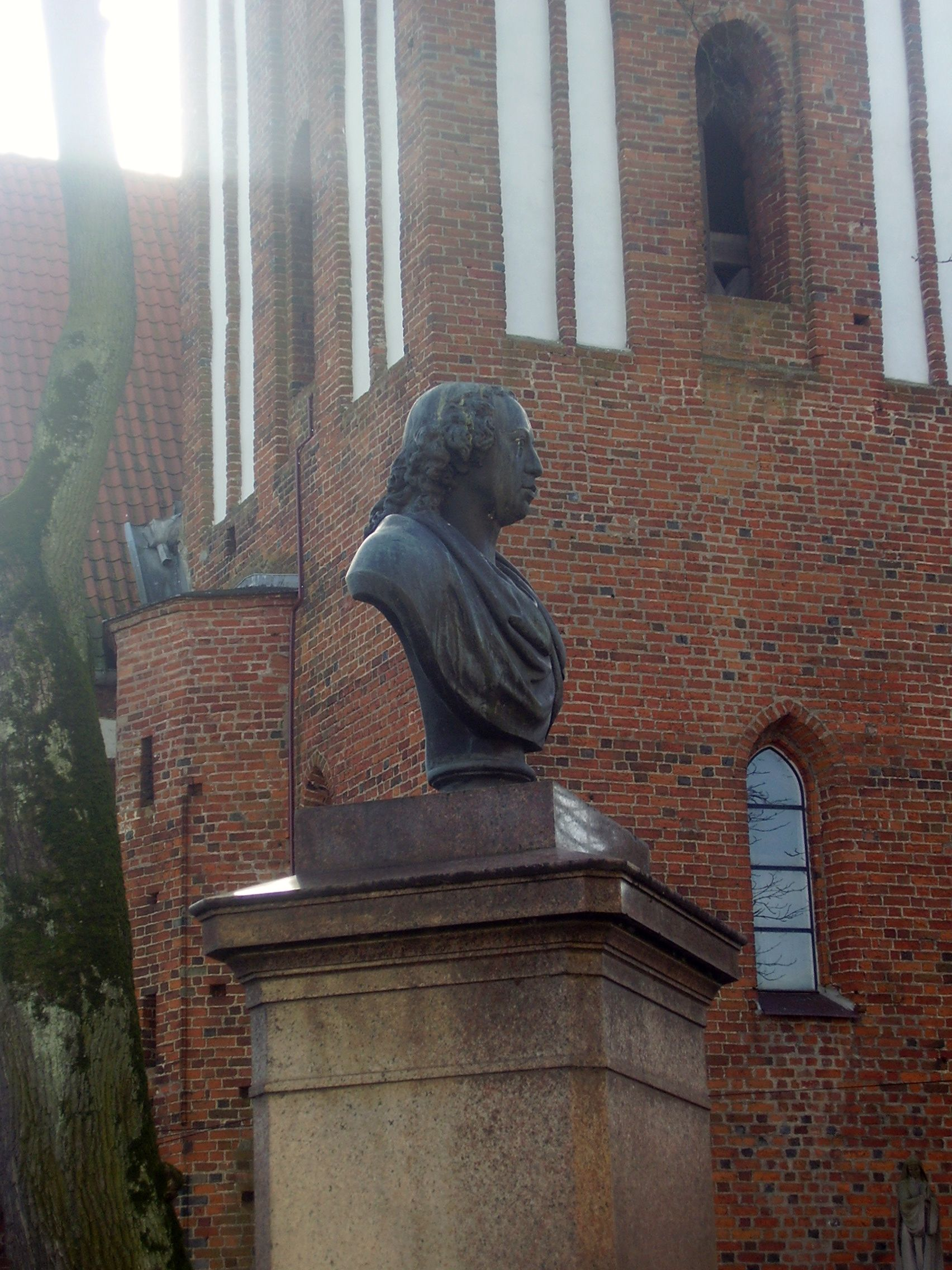
Das Herder-Denkmal in Mohrungen

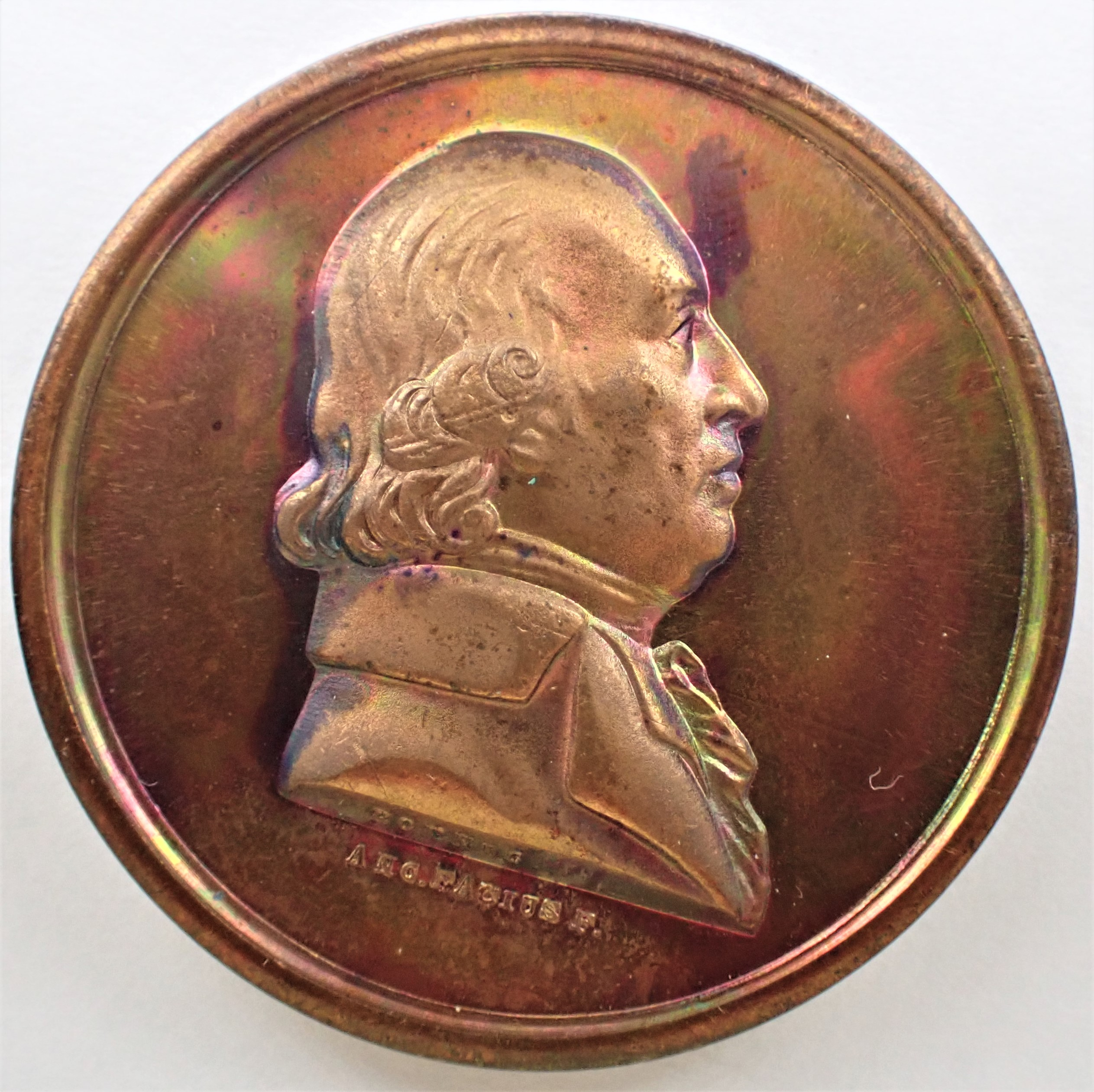
Medaille zur Denkmalenthüllung 1850

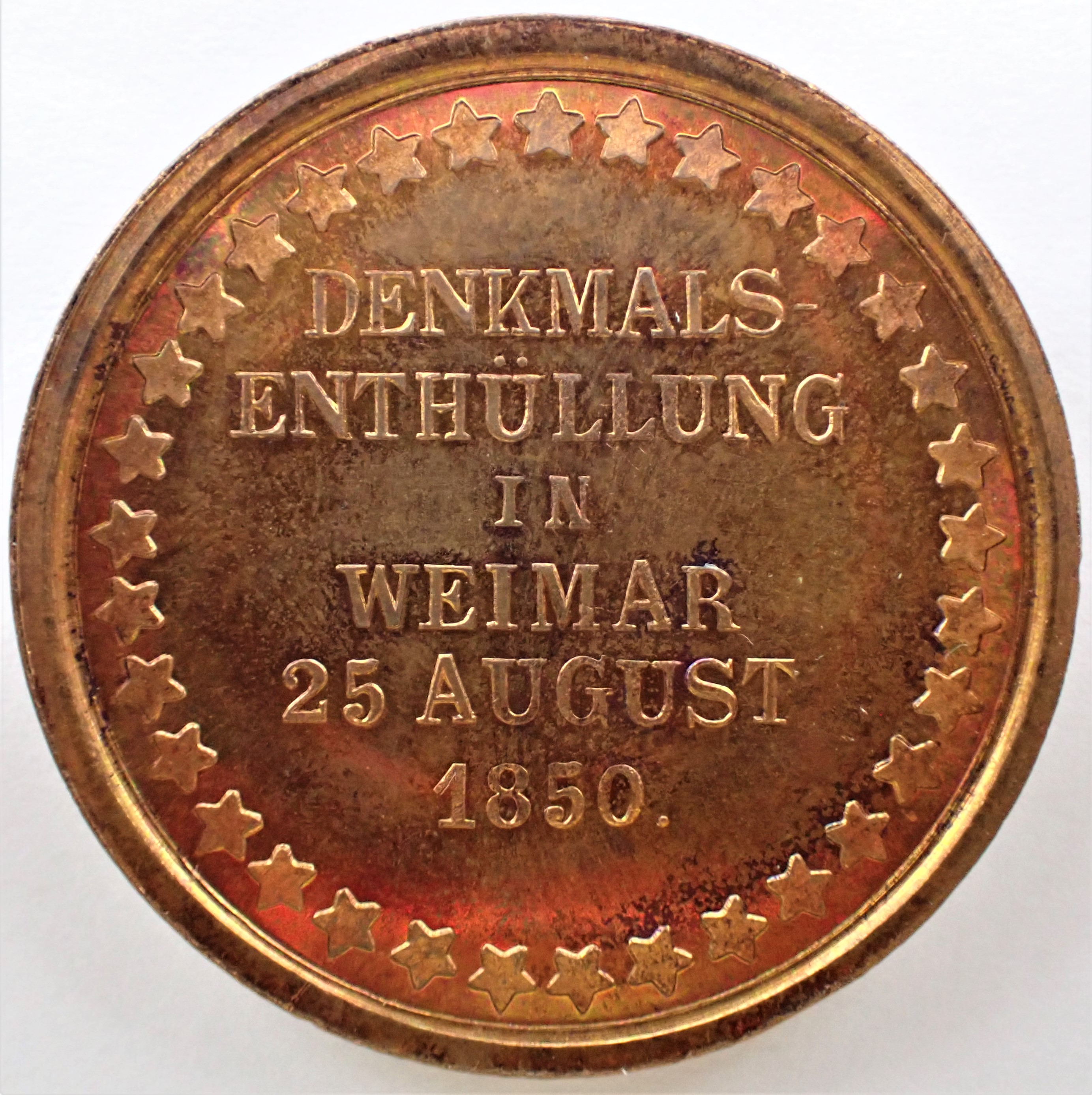
Rückseite der Medaille von 1850

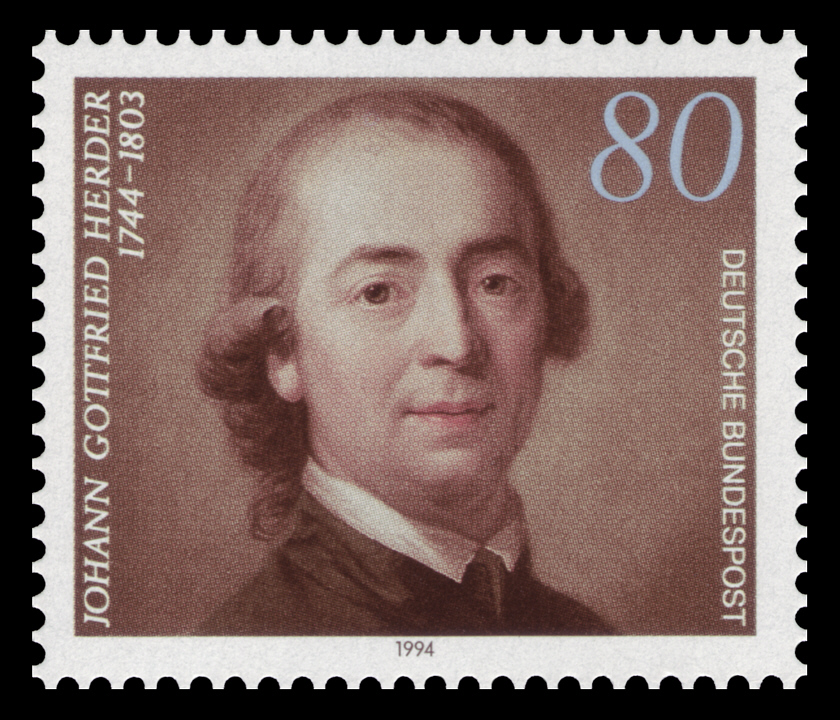
Sonderbriefmarke zum 250. Geburtstag

Noch zu seinen Lebzeiten wurde in Verehrung seiner Person im Seifersdorfer Tal eine Herderbüste aufgestellt. Ihm zu Ehren wurde seine Büste in der Walhalla aufgestellt. An seinem 106. Geburtstag wurde in Weimar vor der Herderkirche sein von Ludwig Schaller modelliertes ehernes Standbild enthüllt; zu dieser Gelegenheit vertonte Franz Liszt Szenen aus Herders Drama Der entfesselte Prometheus. Dieses Ehrenmal war das erste in Weimar, das an einen der Klassiker erinnert. Nach Herder ist der Platz vor der Kirche benannt, die im Februar 1945 teilweise zerstört und 1953 unter anderem mit dem Geld von Thomas Mann wiederaufgebaut wurde, das er für den Goethe-Nationalpreis der DDR erhalten und hierfür gespendet hatte. Innerhalb der Kirche befindet sich seine Grabstätte neben den drei Glocken, welche seit 1922 „Luther – Bach – Herder“ genannt werden. Auf der Grabstätte liegt seit 1819 die von der Berliner Preußischen Eisengießerei produzierte Grabplatte, welche eine Schlange schmückt, die sich in den Schwanz beißt (Ouroboros). Dies ist ein antik-mystisch-gnostisches Symbol der Ewigkeit, das seiner Petschaft nachgestaltet ist. In der Mitte der Schlange sind die Zeichen Alpha und Omega zu sehen, weil die Offenbarung des Johannes sein Lieblingswerk der Bibel gewesen war (Offenbarung 22,13: „Ich bin das A[lpha] und das O[mega], der Erste und der Letzte, der Anfang und das Ziel“). Die Innenseite der Schlange ziert der Wahlspruch Herders, der sich auch auf seinem Siegel befand: „Licht – Liebe – Leben“ (Johannes 8,12; Erster Johannesbrief 2,10; 4,16).
Die evangelische Kirche ehrte ihn, indem sie 1882 in ihr Gesangbuch einen Epiphanias-Choral nach seinem Poem Du aller Sterne Schöpfer Licht aufnahm, der sich leicht verändert in der Stammausgabe des Evangelischen Gesangbuches von 1994 unter der Nummer 74 finden lässt.
In seiner ostpreußischen Geburtsstadt Mohrungen wurde am 25. August 1854 ein Büstendenkmal nach dem Entwurf des Bildhauers Friedrich Wilhelm Wolff enthüllt. Den Sockel stiftete der Preußische König Friedrich Wilhelm IV. Während des Zweiten Weltkrieges wurde die Büste demontiert und eingeschmolzen. Nach dem Krieg wurde das Denkmal durch eine neue Büste vervollständigt. Das Denkmal ist erhalten.
Im Schloss der Stadt Mohrungen befindet sich eine Ausstellung zu seinem Leben und Werk mit Erläuterungen in polnischer und deutscher Sprache. Außerdem sind in vielen Städten Plätze und Straßen nach ihm benannt, häufig werden auch Schulen mit seinem Namen verbunden. Insbesondere wurden nach Johann Gottfried Herder das Herder-Institut für historische Ostmitteleuropaforschung in Marburg, das Johann-Gottfried-Herder Gymnasium in Köln sowie das Herder-Institut der Universität Leipzig mit einer Außenstelle in Radebeul benannt. 1921 bis 1939 bestand das Herder-Institut Riga als private Hochschule.
1804 ließ Anna Amalia in Schlosspark Tiefurt ein Herderdenkmal errichten.
Die Herderstraße in Bremen mit der Wohnhausgruppe Herderstraße sowie die Herderstraße in Hamburg tragen seinen Namen.
Nach ihm wurde 1829 auch eine Pflanzengattung Herderia Cass. aus der Familie der Korbblütler (Asteraceae) benannt. Sie ist nicht nach dem Botaniker Ferdinand Gottfried Maximilian Theobald von Herder benannt, da dieser damals erst etwa ein Jahr alt war.
Im Jahr 1850 errichtete ein Freundeskreis für Herder im Rödchen in Weimar die Herder-Gedenkstätte Herders Ruh.
Am 11. April 1998 wurde der Asteroid (8158) Herder nach ihm benannt.

## Editionsgeschichte
Johann Gottfried von Herders „Sämtliche Werke“ erschienen zuerst in einer von J. Georg Müller, Johannes von Müller und Heyne unter Mitwirkung von Herders Witwe und Sohn publizierten Ausgabe.
Die Entfremdung des Publikums veranlasste die „Ausgewählten Werke“ in einem Band (Stuttgart 1844), „Geist aus Herders Werken“ (Berlin 1826, 6 Bände), „Ausgewählte Werke“ (hrsg. von H. Kurz, Hildburghausen 1871, 4 Bände), „Ausgewählte Werke“ (hrsg. von Ad. Stern, Leipzig 1881, 3 Bände).
Nach Vollständigkeit strebten erneut zwei weitere Ausgaben: zum einen die in der Hempelschen „Nationalbibliothek“ (Berlin 1869–1879, 24 Teile, mit Biografie von Heinrich Düntzer) und zum anderen die große kritische, von Bernhard Ludwig Suphan geleitete Ausgabe von „Herders Werken“ (das. 1877 bis 1887, 32 Bände).
Die letztgenannte ist eine Musterarbeit ersten Ranges, ein Zeugnis höchster Pietät, Gewissenhaftigkeit und kritischer Sorgfalt: Suphan entwarf und verwirklichte mit ihr den Plan zu einer historisch-kritischen Ausgabe der Werke von Johann Gottfried Herder. In genetisch-historischer Ordnung gab er jedes einzelne Werk Herders aus den Vorarbeiten, Skizzen und Neufassungen bis zur vollendeten Gestalt heraus. Herders Enkel Theodor Stichling hatte ihm dafür großzügig den Nachlass seines Großvaters zur Verfügung gestellt. Und so erschienen unter Suphans Redaktion und gemeinsam mit Rudolf Haym, Carl Redlich und Johannes Imelmann Herders „Gesammelte Werke“ zwischen 1877 und 1908 in insgesamt 33 Bänden. Bei diesen Arbeiten fand Suphan auch Aufschlüsse über die damals noch in diesem Umfang unbekannte Zusammenarbeit Goethes mit Herder. Er konnte darlegen, dass Goethes frühe Gedichte unter intensivem Einfluss Herders entstanden sind. Wie wichtig für Suphan – immerhin von 1887 bis 1910 Direktor des Goethe-Schiller-Archivs in Weimar – seine Beschäftigung mit Herder war, zeigt sich an folgender, von Suphan diktierter Niederschrift vom 12. September 1901: „Sollte es einmal in einem Nachrufe heißen: B. S. Herderum edidit. Obiit. Hat den Herder herausgegeben, danach das Zeitliche gesegnet, mir solls recht sein.“
Aufgrund der letzteren Ausgabe gaben Suphan und Redlich „Herders ausgewählte Werke“ (Berlin 1884 ff.) in 9 Bänden heraus.
Eine ungekrönte Preisschrift Herders: „Denkmal Johann Winckelmanns“ von 1778, gab Albert Duncker (Kassel 1882) heraus.
Sammlungen von Briefen Herders veröffentlichen Heinrich Düntzer und F. G. v. Herder in den Werken: „Aus Herders Nachlaß“ (Frankfurt 1856–1857, 3 Bände), „Herders Briefwechsel mit seiner Braut“ (das. 1858), „Herders Reise nach Italien“ (Gießen 1859) und „Von und an Herder“ (Leipzig 1861–1862, 3 Bände). Vgl. auch Suphan, Goethe und Herder („Preußische Jahrbücher“ 1878).
Einen sehr reichhaltigen literarischen Nachlass Herders kaufte die Königliche Bibliothek in Berlin an, die von Suphan und seinen Mitarbeitern bei der kritischen Ausgabe wahrscheinlich genutzt wurde.
Von biografisch-kritischen Schriften über Herder ist außer den von seiner Gattin gesammelten „Erinnerungen“ (siehe unten) und dem von seinem Sohn Emil Gottfried von Herder verfassten „Lebensbild“ (Erlangen 1846–1847, 3 Bände) das biografische Hauptwerk zu erwähnen, das alle früheren Versuche weit hinter sich lässt: R. Haym: Herder nach seinem Leben und seinen Werken (Berlin 1880 bis 1885, 2 Bde.), eine Meisterleistung streng fachlicher und zugleich liebevoller Lebensdarstellung und Beurteilung. Vgl. außerdem Werner: Herder als Theologe (Berlin 1871).
1984 gab Wolfgang Proß Herders Werke als Studienausgabe in drei Bänden neu heraus (München 1984 ff.); die editorische Seite dieser Ausgabe war einiger Kritik ausgesetzt, bot aber mit ihrem quellenkritischen Kommentar neue Erkenntnisse zur Intertextualität Herders.
Weiter stehen zur Verfügung die ausführlich kommentierte Ausgabe des Deutschen Klassiker Verlages in zehn Bänden (Hrsg. v. M. Bollacher, J. Brummack, U. Gaier, G. E. Grimm, H. D. Irmscher, R. Smend unter anderem Frankfurt am Main 1985) sowie ebenso gut kommentierte Einzelausgaben des Aufbau-Verlages (Berlin und Weimar 1985/1990).

## Schriften
- Fragmente über die neuere deutsche Literatur. Riga 1766/67.
- Ueber die neuere Deutsche Litteratur. Eine Beilage zu den Briefen, die neueste Litteratur betreffend. Riga 1767 (Digitalisat und Volltext im Deutschen Textarchiv, Bd. 1; Digitalisat und Volltext im Deutschen Textarchiv, Bd. 2).
- Kritische Wälder. Oder Betrachtungen, die Wissenschaft und Kunst des Schönen betreffend. 3 Bände. Hartknoch, Riga 1769 (Digitalisat und Volltext im Deutschen Textarchiv, Bd. 1; Digitalisat und Volltext im Deutschen Textarchiv, Bd. 2; Digitalisat und Volltext im Deutschen Textarchiv, Bd. 3).
- Abhandlung über den Ursprung der Sprache. 1772 (Digitalisat und Volltext im Deutschen Textarchiv).
- Von deutscher Art und Kunst. Einige fliegende Blätter. 1773 (Digitalisat und Volltext im Deutschen Textarchiv).
- Auszug aus einem Briefwechsel über Ossian und die Lieder alter Völker. 1773 (hier und später vertrat Herder hartnäckig die Echtheit dieser schottischen Dichtkunst; vgl. James Macpherson).
- Auch eine Philosophie der Geschichte zur Bildung der Menschheit. 1774 (Digitalisat und Volltext im Deutschen Textarchiv).
- Plastik: Einige Wahrnehmungen über Form und Gestalt aus Pygmalions bildendem Traume. Riga 1778 (Digitalisat und Volltext im Deutschen Textarchiv).
- Volkslieder. Leipzig 1778, und Volkslieder. Nebst untermischten andern Stücken. Leipzig 1779. darunter im 1. Teil Annchen von Tharau [sic], 1827 von Friedrich Silcher vertonte Verhochdeutschung durch Herder des 1636 entstandenen, in seinem samländisch-niedersächsischen Mutterdialekt verfassten Anke van Tharaw (in der postum erschienenen 2. Auflage 1807 unter dem Titel Stimmen der Völker in Liedern ist es als Aennchen von Tharau enthalten).
- Vom Geist der Ebräischen Poesie. Eine Anleitung für die Liebhaber derselben, und der ältesten Geschichte des menschlichen Geistes. Erster und Zweiter Theil. Dessau 1782–1783, später Leipzig 1784. 2 Bände (books.google.de, Digitalisat Band 1; books.google.de, Band 2).
- Wie die Alten den Tod gebildet. Ein Nachtrag zu Leßings Abhandlung desselben Titels und Inhalts. 1786 (Wikisource, Digitalisat und Volltext).
- Ideen zur Philosophie der Geschichte der Menschheit. 1784–1791 (4 Teile)
- Briefe zur Beförderung der Humanität. 1793–1797 (10 Sammlungen) (Bd. 1, Bd. 2, Bd. 3, Bd. 4, Bd. 5, Bd. 6, Bd. 7, Bd. 8, Bd. 9, Bd. 10, jeweils Digitalisat und Volltext im Deutschen Textarchiv).
- Von der Gabe der Sprachen am ersten christlichen Pfingstfest. Riga 1794.
- Von der Auferstehung als Glauben, Geschichte und Lehre. Riga 1794.
- Terpsichore. Bohn, Lübeck 1795 (books.google.de, Digitalisat Theil 1; books.google.de, Theil 2; books.google.de, Theil 3).
- Christliche Schriften. Riga 1796–1799 (5 Sammlungen).
- Metakritik zur Kritik der reinen Vernunft. Leipzig 1799 (2 Teile).
- Kalligone. Leipzig 1800.
- Wind und Sonne. → siehe Meißners „Die Sonne und der Wind“
- Der Cid. Nach spanischen Romanzen besungen (1805). Mit einer Einleitung über Herder und seine Bedeutung für die deutsche Literatur. (1868); Der Cid. [1805] (= Die bibliophilen Taschenbücher. Bd. 44). Nach der Ausgabe von 1859. Mit einem Nachwort von Heiner Höfener und 73 Holzschnitten von Eugen Neureuther. Harenberg, Dortmund 1978, ISBN 3-921846-44-7.